# Liste der Pseudobasiliken in Deutschland
▶ Liste(n) von Pseudobasiliken – Übersicht
– Siehe auch Hallenkirchen in Deutschland (1934) –
Anzahl: 305, davon 7 teils Hallenkirche, teils Pseudobasilika, 29 Grenzfälle Pseudobasilika/Stufenhalle, 1 unklar
Bei einigen Gebäuden ist unter „(CC)“ die zugehörige Bildersammlung in Wikimedia Commons verlinkt.
Pseudobasiliken unterscheiden sich von echten Basiliken dadurch, dass sie keine Obergaden haben. In der Baustilkunde von Wilfried Koch werden sie als Untergruppe der Hallenkirchen bezeichnet. Bei Kirchenräumen, die in allen Teilen mit Kreuzgewölben gedeckt sind, ist die Abgrenzung zur Stufenhalle klar. Ist das Mittelschiff mit einem Tonnengewölbe gedeckt, fehlt das Kriterium der fensterlosen Hochschiffswand, in der die Schildbögen vollständig oberhalb der Arkadenscheitel liegen. Trotzdem werden in den Niederlanden, in denen viele Kirchenräume mit hölzernen Tonnengewölben gedeckt sind, Kirchen mit niedrigen Seitenschiffen auch dann als Pseudobasiliken bezeichnet, wenn das Gemäuer der Arkade knapp über den Scheiteln der Arkadenbögen endet. Andererseits können in gewölbelosen Kirchen mit geringer Dachneigung, beispielsweise in Italien, bei gleichartiger Arkadenkonstruktion die Seitenschiffe fast so hoch sein wie das Mittelschiff.

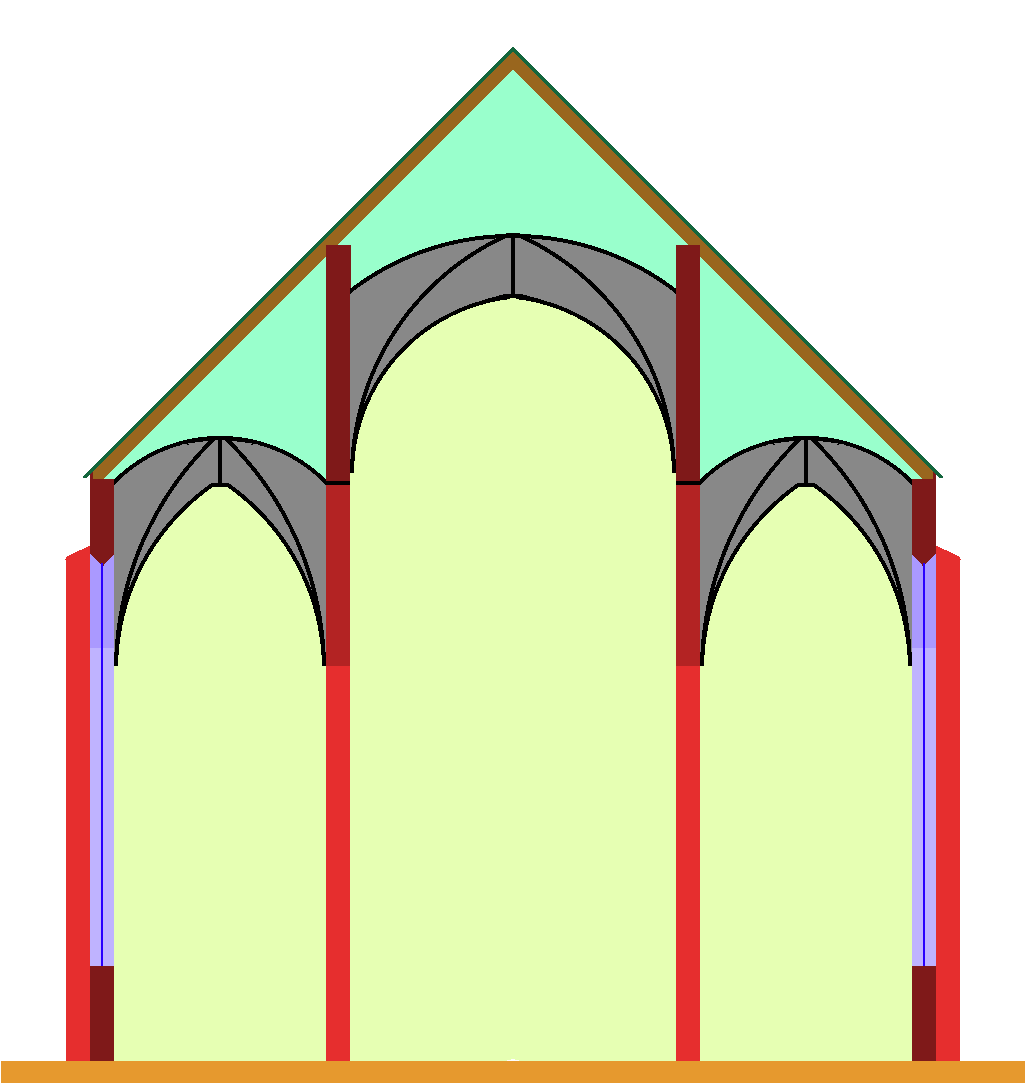
Schema: kreuzgewölbte Pseudobasilika, hier ohne Stufe im Dach
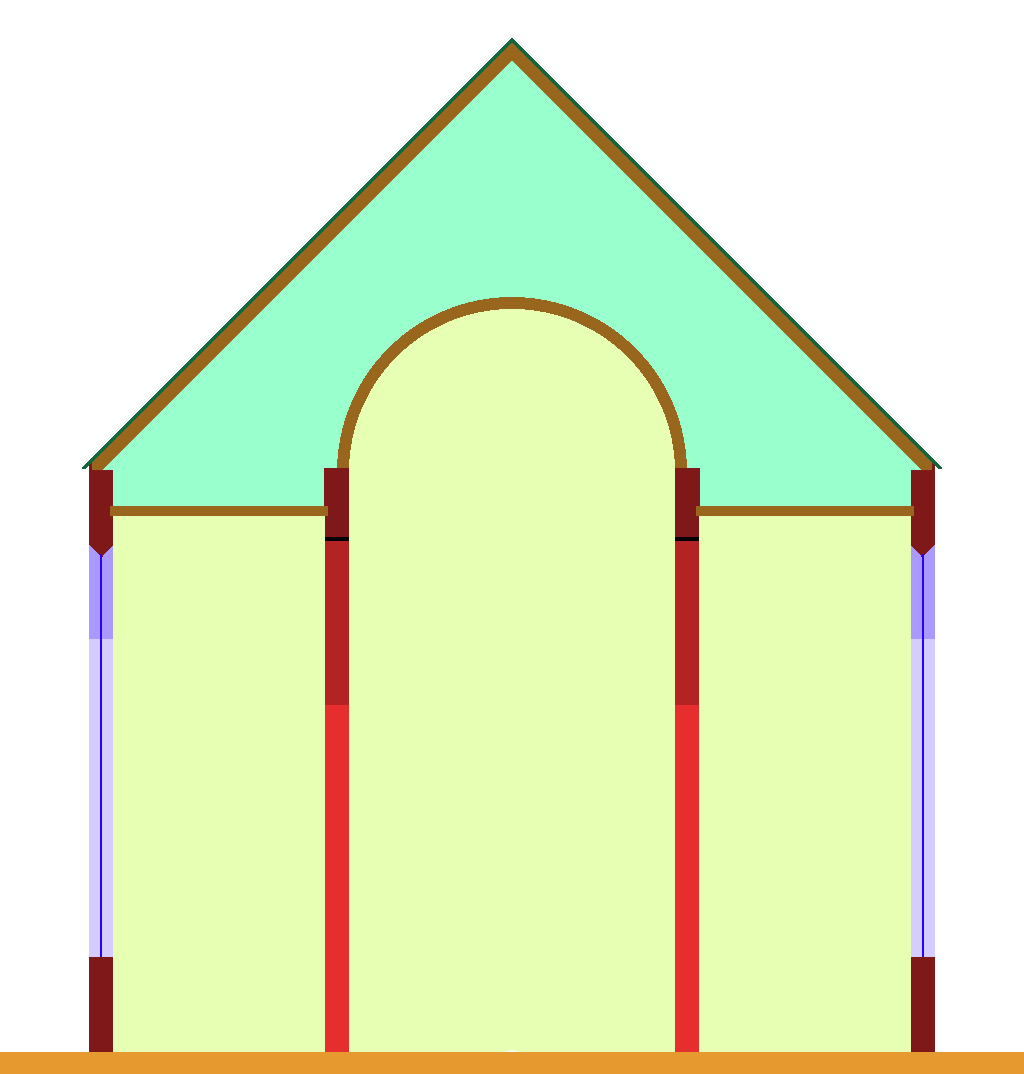
Mittelschiff unter Längstonne, Seitenschiffe flachgedeckt, als Pseudobasilika oder als Hallenkirche zu werten

## Baden-Württemberg
– Siehe auch Hallenkirchen in Baden-Württemberg (66) –
Anzahl: 14, davon zwei auch Hallenkirche

### Regierungsbezirk Freiburg
In etwa der Süden des Großherzogtums Baden seit 1806, vorher v. a.: der österreichische Breisgau, der Süden der Markgrafschaft Baden und weiter östlich die Grafschaft Fürstenberg, im Nordosten ehem. württembergische Gebiet (mit Freudenstadt). Rottweil, mit der einzigen Pseudobasilika, liegt am Neckar.
– Siehe auch Hallenkirchen im Regierungsbezirk Freiburg (6) –
| Ort                                        | Kirche                | Anmerkungen | Fotos | Fotos |
| ------------------------------------------ | --------------------- | --- | ----- | ----- |
| Rottweil                                   | Heilig-Kreuz- Münster | Anfänge 13. Jh., Pseudobasilika 16. Jh., gotisch, Netzgewölbe, fensterlose Hochschiffswände außen sichtbar                                                                                     |       |       |
| St. Georgen im Schwarzwald, Schwarzw.-Baar | Lorenzkirche          | seit 1536 evangelisch, seit 1569 Pfarrkirche, nach Brand 1865 Neubau 1866/67, neugotisch, 1961/62 modernisiert, Hochschiffswände u. flache Decken auf Bügenpfeilern u. waagerechten Unterzügen |       |       |

### Regierungsbezirk Karlsruhe
In etwa der Norden des Großherzogtums Baden seit 1806, dazu im Südosten westliche Randgebiete des Königreichs Württemberg seit 1806;

vorher im Norden v. a. der Südosten der Kurpfalz, im Westen der Norden der Markgrafschaft Baden.
– Siehe auch Hallenkirchen im Regierungsbezirk Karlsruhe (21) –
Anzahl: 4
| Ort                                   | Kirche                   | Anmerkungen | Fotos | Fotos |
| ------------------------------------- | ------------------------ | --- | ----- | ----- |
| Baden-Baden                           | Stiftskirche             | Chor und Langhaus 1453–1474 |       |       |
| Bickesheim, Durmersheim, Lkr. Rastatt | Unsere liebe Frau Leo BW | zweischiffig, unter der Dachschräge über dem Nordseitenschiff unbelichtete Empore                                                                           |       |       |
| Elsenz, Eppingen, Lkr. Heilbronn      | Dreifaltigkeitsk.        | 1912/13, neubarock, Mittelschiff gedrückt rundbogige Längstonne, Seitenschiffe Kreuzgratgewölbe                                                             |       |       |
| Mannheim                              | Matthäuskirche           | Flachdecken, Höhenunterschied der Schiffe optisch betont, 1891–1893 neugotisch, nach dem 2. WK 1948/1949 vereinfacht wiederaufgebaut, 2005/2006 umgestaltet |       |       |

### Regierungsbezirk Stuttgart
In etwa der Norden des Königreichs Württemberg seit 1806

vorher v. a. der Norden des Herzogtums Württemberg und nördlich davon die Grafschaft Hohenlohe.
– Siehe auch Hallenkirchen im Regierungsbezirk Stuttgart (26) –
Anzahl: 5
| Ort                                        | Kirche              | Anmerkungen | Fotos | Fotos |
| ------------------------------------------ | ------------------- | --- | ----- | ----- |
| Giengen an der Brenz, Lkr. Heidenheim      | Ev. Stadtkirche     | Nordseite Pseudobasilika, Südseite Basilika                                                                                                |       |       |
| Heilbronn                                  | Kilianskirche       | spätgotischer Hallenchor mit Netzgewölben an ebenfalls gotischem pseudobasilikalem Langhaus                                                |       |       |
| Marbach am Neckar                          | Alexanderkirche     | 2. Hälfte 15. Jh., drei Schiffe, zwei Kapellenzeilen, Netzgewölbe, überlappende Gewölbezonen, lichtlose Obergaden                          |       |       |
| Owen                                       | Marienkirche        | Chor Kreuzrippengewölbe, Schiff Holzdecken: Mittelschiff flach, Seitenschiffe an den Dachschrägen, über den Arkaden etwas Hochschiffswände |       |       |
| Schnaitheim, Stadt Heidenheim an der Brenz | St. Bonifatius (CC) | 1949–1950, flache Decken, hölzerne Stützen, kastenförmiges Hochschiff                                                                      |       |       |

### Regierungsbezirk Tübingen
In etwa der Süden des Königreichs Württemberg seit 1806;

vorher:
- nördlich der Donau v. a. der Süden des Herzogtums Württemberg,
- vom Donautal bis zum Bodensee Oberschwaben mit viel österreichischem Gebiet und der Grafschaft Waldburg.

– Siehe auch Hallenkirchen im Regierungsbezirk Tübingen (10) –
Anzahl: 3
| Ort                            | Kirche       | Anmerkungen                                                             | Fotos | Fotos                                       |
| ------------------------------ | ------------ | ----------------------------------------------------------------------- | ----- | ------------------------------------------- |
| Königseggwald, Lkr. Ravensburg | St. Georg    | 1486–90                                                                 |       | Innenfotos bei Oberschwaben-Tipps           |
| Reutlingen                     | Katharinen   | 1887–1890, neugotisch                                                   |       | Geeignete Innenfotos siehe Architektenseite |
| Tübingen                       | Stiftskirche | dreischiffige Pseudobasilika mit Emporen in beidseitigen Kapellenzeilen |       |                                             |

## Bayern

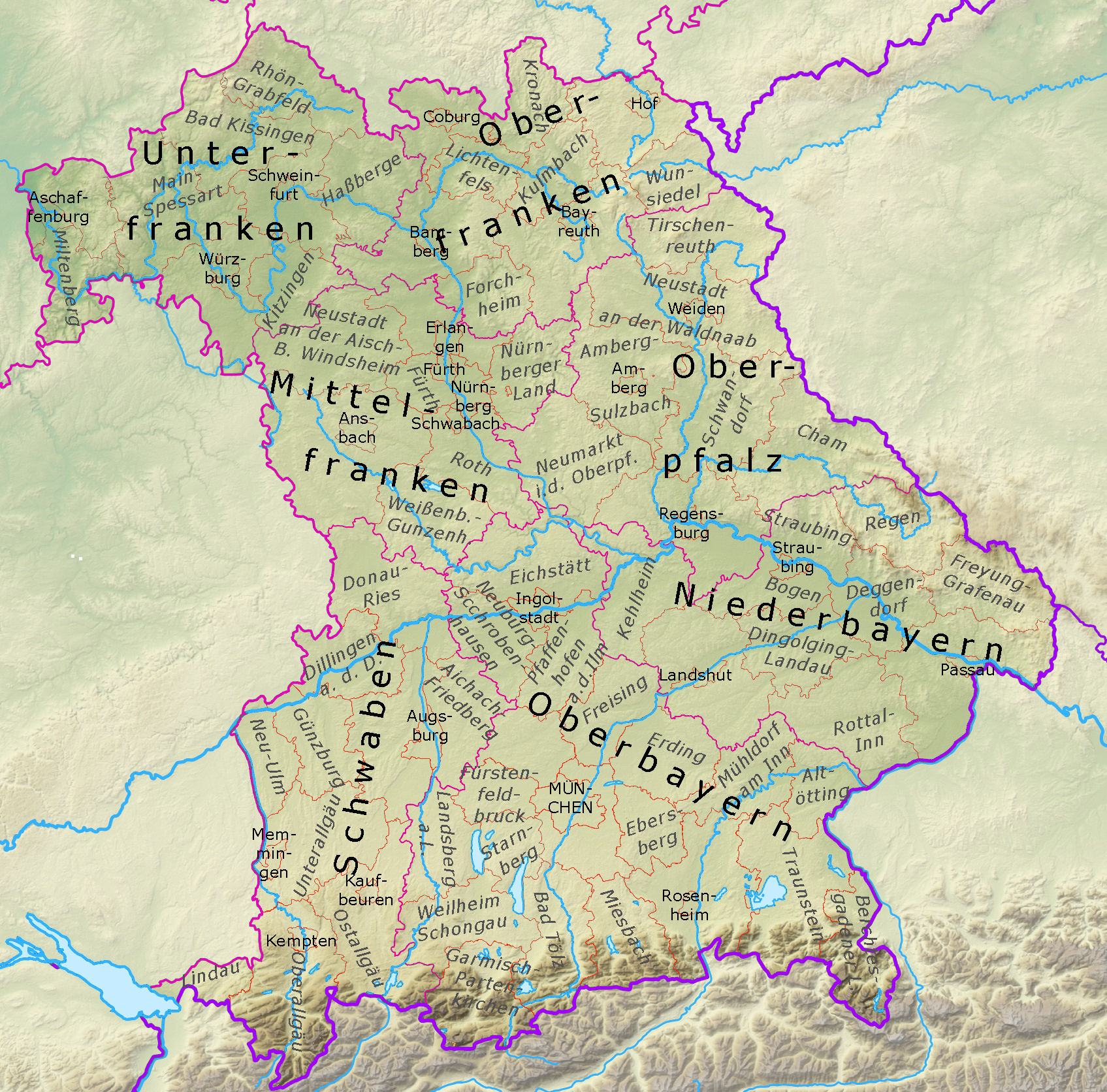
Bayern: Regierungsbezirke und Stadtkreise in Normalschrift, Landkreise kursiv. Wo ein Landkreis nach der umschlossenen kreisfreien Stadt benannt ist, steht der Name nur einmal.

– Siehe auch Hallenkirchen in Bayern (140) –
Hintergrundinformationen:
- Datensätze der bayrischen Denkmaldatenbank, abrufbar über den bayrischen Denkmalatlas
  - D … = Aktennummer
  - id=… = EDV-Nummer (da unter manchen Aktennummern mehr als 1 Gebäude verzeichnet ist)

Anzahl: 58, davon 6 Grenzfälle zur Hallenkirche, 2 teils/teils und 1 unklar

### Bayrisch Schwaben
– Siehe auch Hallenkirchen in Bayrisch-Schwaben (20) –
Anzahl: 9
| Ort                                                  | Kirche                                                        | Anmerkungen | Fotos | Fotos |
| ---------------------------------------------------- | ------------------------------------------------------------- | --- | ----- | ----- |
| Augsburg- Oberhausen (1911 eingemeindet)             | St. Johannes (CC) D-7-61-000-216 id=151727                    | 1928–1930, Heimatschutzstil, Längsemporen, Verbindungen in den Seitenschiffen niedriger als Arkaden, daher Tendenz zur Abseiten- bzw. Wandpfeilerkirche                                  |       |       |
| Augsburg- Lechhausen (1913 eingemeindet)             | Unsere Liebe Frau (CC) kein Denkmalstatus                     | 1928, Heimatschutzstil |       |       |
| Donauwörth, hist. Reichsstadt zw. Bayern u. Schwaben | Liebfrauenmünster D-7-79-131-58                               | 1444–1467, dreischiffig; Turm in Sichtbackstein |       |       |
| Immenstadt, Oberallgäu                               | St. Josef D-7-80-124-19 id=118401                             | 1654/55 einschiffig, 1730/31 mehrjochig als niedriges Nordseitenschiff angefügte Fideliskapelle                                                                                          |       |       |
| Lindau, Oberallgäu                                   | Unserer Lieben Frau D-7-76-116-330 id=117374                  | 1748–1752, Reste aus dem 12. Jh., Durchgänge in den Seitenschiffen weit, aber über den Emporen deutlich niedriger als die Arkaden, also Mittelding aus Abseitenkirche und Pseudobasilika |       |       |
| Lindau, Oberallgäu                                   | St. Stephan (CC) D-7-76-116-22 id=11727                       | Chor 14. Jh., Langhaus 1505 erweitert, spätestens 1650 Pseudobasilika, 1781–1783 klassizistisch modernisiert                                                                             |       |       |
| Memmingen                                            | Kinderlehrkirche D-7-64-000-164                               | ehem. Antoniterkapelle, Hauptschiff ab 1393, Seitenschiffe 1501 und 1512 |       |       |
| Bad Oberdorf, Bad Hindelang, Oberallgäu              | Unser Lieben Frau im Ostrachtal und St. Jodokus D-7-80-123-46 | 1937/38, gewestete Chorturmkirche, hohes Hauptschiff, niedriges flachdeckiges Südseitenschiff, Zwischenstütze unter Hochschiffswand; mittelalterliche(r) Vorgänger                       |       |       |
| Rain, Donau-Ries                                     | St. Johannes der Täufer D-7-79-201-25                         | 14./15. Jh. |       |       |

### Altbayern
– Siehe auch Hallenkirchen in Altbayern (61) –
Anzahl: 28, davon 1 Grenzfall und 1 teils/teils

#### Oberbayern
– Siehe auch Hallenkirchen in Oberbayern (38) –
Anzahl: 11, davon 1 teils Hallenkirche und teils Pseudobasilika
| Ort                                       | Kirche                                             | Anmerkungen | Fotos | Fotos |
| ----------------------------------------- | -------------------------------------------------- | --- | ----- | ----- |
| Grassau, Lkr. Traunstein                  | Mariä Himmelfahrt D-1-89-120-6 id=3988             | Stufenhalle, Anfänge 13. Jh., gotische Halle 1476–1491, Neueinwölbung 1572–1574, Barockisierung u. niedriges viertes Schiff 1695–1707                                                                                                  |       |       |
| Grüntegernbach, Stadt Dorfen, Lkr. Erding | St. Nikolaus (CC) D-1-77-115-58                    | Gurtbögen der schmalen Seitenschiffe niedriger als Arkaden, Grenzfall zu Abseitensaal, Chor 1428 (d), Langhaus 1441 (d) |       |       |
| Hohenwart, Landkreis Pfaffenhofen         | Mariä Verkündigung (CC) D-1-86-128-3               | gotisch um 1475, barockisiert 2. H. 18. Jh., zweischiffig, flache Decken, schmales Seitenschiff |       |       |
| Ingolstadt                                | Zur Schönen Unserer Lieben Frau D-1-61-000-224     | 1425–1536, dreischiffig, Kämpfer der Mittelschiffsgewölbe auf Höhe der Arkadenscheitel; Seitenschiffsgewölbe ragen zwar etwas höher aber v. a. tiefer                                                                                  |       |       |
| Ingolstadt                                | Matthäuskirche (CC) D-1-61-000-400 id=30597        | 1845/46, neugotisch |       |       |
| Lengdorf, Lkr. Erding                     | St. Petrus (CC) D-1-77-127-1                       | zweischiffig, um 1500; heutiger Chorflankenturm 1920/21 |       |       |
| Oberdorfen, Stadt Dorfen                  | St. Georg D-1-77-115-86 id=28214                   | zweischiffig, 1468 |       |       |
| Prutting, Lkr. Rosenheim                  | Kirche Mariä Himmelfahrt (CC) D-1-87-163-2         | 15. Jh., 1718/1719 barockisiert, 1847 zweites Seitenschiff und Verlängerung |       |       |
| Sankt Wolfgang, Lkr. Erding               | St. Wolfgang D-1-77-137-1                          | Nordkapelle (ab 1400) von 4 Jochen Länge durch 2-jochige Arkade mit dem Hauptschiff (1430–1477) verbunden |       |       |
| Bad Reichenhall, Lkr. Berchtesg.          | St. Zeno D-1-72-114-136 id=35460 Dehio 1908 S. 425 | 1136–1228 romanische Basilika, 1518–1520 verändert wiederaufgebaut, 1640 barockisiert, 19. Jh. purifiziert; Mittelschiff Stichkappentonne, hohe Schildflächen über Arkadenbögen, romanische Obergaden über heutigen Gewölben verborgen |       |       |
| Wasserburg, Lkr. Rosenheim                | Frauenkirche D-1-87-182-128 id=39269               | 1. H. 14. Jh., 1386 eingewölbt, 1753 innen barockisiert |       |       |

#### Niederbayern
– Siehe auch Hallenkirchen in Niederbayern (13) –
Anzahl: 11
| Ort                                            | Kirche                                       | Anmerkungen | Fotos                                     | Fotos                 |
| ---------------------------------------------- | -------------------------------------------- | --- | ----------------------------------------- | --------------------- |
| Altdorf                                        | Mariä Heimsuchung D-2-74-113-8 id=4885       | Chor ab 1419, Langhaus 1466 erneuert, dreischiffig, Turm von Vorgängerbau                                                                           |                                           |                       |
| Baierbach, Landkreis Landshut                  | St. Andreas (CC) D-2-74-118-5 id=4919        | asymmetrisch zweischiffig, 2. H. 15. Jh. einschiffig, Nordseitenschiff 1888/89                                                                      |                                           | Innenfoto bei Rumabel |
| Bonbruck, Bodenkirchen, Landkreis Landshut     | Mariä Himmelfahrt D-2-74-120-24              | Chor 2. H. 15. Jh. spätgotisch, Langhaus 1892 neugotisch                                                                                            | Kirchenporträt m. Außenfoto auf Ortsseite |                       |
| Frontenhausen                                  | St. Jakob D-2-79-115-14 id=2806              | Ende 15. Jh., dreischiffig, älteste Teile 1370 |                                           |                       |
| Gerzen                                         | St. Georg D-2-74-135-4 id=5286               | Kern spätromanisch, Hauptschiffsgewölbe u. Nordseitenschiff 1500–1522, Südseitenschiff 1872/73                                                      |                                           |                       |
| Gundihausen                                    | Mariä Namen D-2-74-185-8 id=5929             | 2. H. 15. Jh., Fenster barockisiert, außen sichtbare (fast) fensterlose Hochschiffswände, ein einzelnes nachträgl. Obergadenfenster neben der Orgel |                                           |                       |
| Jenkofen, Adlkofen, Landkreis Landshut         | Mariä Himmelfahrt D-2-74-111-22 id=4801      | 1. Hälfte 15. Jh., dreischiffig, Konsolen der Mittelschiffsgewölbe deutlich oberhalb der Arkadenbögen                                               |                                           |                       |
| Marklkofen, Lkr. Dingolfing-Landau             | Mariä Himmelfahrt (CC) D-2-79-126-10 id=3052 | Mittelschiff teilw. romanisch, übrige Kirche 1500–1503, außen sichtbare fensterlose Hochschiffswände                                                |                                           |                       |
| Pfaffendorf, Pfeffenhausen, Landkreis Landshut | Mariä Opferung D-2-74-172-55                 | 15. Jh. einschiffig, spätestens 1739 mehrschiffig                                                                                                   |                                           |                       |
| Rotthalmünster                                 | Mariä Himmelfahrt D-2-75-143-12 id=7607      | dreischiffig, Mittelschiffsgewölbe reichen kaum in Arkadenzone hinab, äußerlich Seitenschiffe ganz unterhalb der Chortraufe, um 1479–81             |                                           |                       |
| Velden (Vils), Lkr. Landshut                   | St. Peter D-2-74-183-7 id=5729               | Mittelschiffsgewölbe reichen kaum in Arkadenzone hinab, äußerlich Seitenschiffe ganz unterhalb der Chortraufe, 2. H. 15. Jh.                        |                                           |                       |

#### Oberpfalz
– Siehe auch Hallenkirchen in der Oberpfalz (13) –
Bisher erfasst: 6, davon 1 Grenzfall zur Hallenkirche
| Ort                                   | Kirche                                            | Anmerkungen | Fotos | Fotos                        |
| ------------------------------------- | ------------------------------------------------- | --- | ----- | ---------------------------- |
| Chammünster, Stadt Cham               | Mariä Himmelf. D-3-72-116-86 id=138119            | Langhaus und Chor bis 1476 eingewölbt, Blindfenster in den Hochschiffswänden                                                                                 |       |                              |
| Kastl (Lauterachtal), Amberg-Sulzbach | St. Petrus D-3-71-132-21 id=43689                 | romanisch, 1129 geweiht, ehem. Benediktinerabtei, Chor Pseudobasilika mit tonnengewölbtem Mittelschiff, Langhaus Basilika mit gotischem Mittelschiffsgewölbe |       |                              |
| Regensburg                            | Stiftspfarrk. St. Kassian D-3-62-000-1020 (49333) | Umbau zur Pseudobasilika 1603/1604 |       |                              |
| Regenstauf                            | St. Jakobus D-3-75-190-3                          | 1849/50 Ersatz eines Vorgängerbaues, Flachdecken der Seitenschiffe in Höhe der Basis der Mittelschiffstonne, auch als Staffelhalle zu betrachten             |       | Innenfotos im Denkmaleintrag |
| Sulzbach- Rosenberg, Amberg-Sulzbach  | St. Marien D-3-71-151-77 id=44043                 | Chor ab Mitte 14. Jh., Langhaus ab 1416 |       |                              |
| Weiden                                | St. Michael D-3-63-000-96 id=49881                | einschiffig um 1300, Pseudobasilika 1448 (bze.) |       |                              |

### Franken
– Siehe auch Hallenkirchen in Franken (59) –
Anzahl: 21, davon 5 Grenzfälle und 1 unklar

#### Oberfranken
– Siehe auch Hallenkirchen in Oberfranken (11) –
Anzahl: 4, davon 2 Grenzfälle zur Hallenkirche
| Ort                                | Kirche                                         | Anmerkungen | Fotos | Fotos                     |
| ---------------------------------- | ---------------------------------------------- | --- | ----- | ------------------------- |
| Bamberg                            | Dominikanerkirche (CC) D-4-61-000-83 id=95373  | Langhaus 1401/02 (d), erneuert 1450/51 u. 1486/87 (d), Mittelschiff mit Holztonne, Seitenschiffe mit Muldendecken (1715 ff. (d)), Chor 1416/17 (d), Grenzfall von Hallenkirche und Pseudobasilika |       |                           |
| Forchheim                          | St. Martin (CC) D-4-74-126-237 id=10262        | 1540 Umbau aus Basilika zur Pseudobasilika |       |                           |
| Seßlach, Lkr. Coburg               | St. Johannes der Täufer D-4-73-165-1 id=100623 | 16. Jh. gotisch, 1756–1764 innen tiefgreifend barockisiert, Grenzfall Pseudobasilika/Halle |       |                           |
| Bad Staffelstein, Lkr. Lichtenfels | St. Kilian und Georg D-4-78-165-60 id=106623   | nach Brand bis 1485 wiederhergestellt, 1742–1731 Barockisierung mit Emporen |       | Privatseite m. Innenfotos |

#### Mittelfranken
– Siehe auch Hallenkirchen in Mittelfranken (21) –
Anzahl: 10, davon 2 Grenzfälle zur Hallenkirche und 1 unklar
| Ort                                        | Kirche                                                        | Anmerkungen | Fotos | Fotos |
| ------------------------------------------ | ------------------------------------------------------------- | --- | ----- | ----- |
| Ansbach                                    | St. Johannis D-5-71-145-47 id=82634                           | |       |       |
| Feuchtwangen, Lkr. Ansbach                 | ev. Pfarrkirche, ehem. Stiftsk. (CC) D-5-71-145-47 id=82634   | romanisch 1197 begonnene Basilika im 16. Jh. nordseitig zur Emporenhalle oder Emporen-Pseudobasilika erweitert                                                                              |       |       |
| Großlellenfeld, Markt Arberg, Lkr. Ansbach | Beatae Mariae Virginis D-5-71-113-31 id=142127                | 1446–1500, D-BY: „Staffelhalle mit stark überhöhtem Mittelschiff“ |       |       |
| Gunzenhausen                               | St. Mariä Virginis D-5-77-136-46 id=92477                     | Langhaus u. Turmobergeschosse 1469–1496 |       |       |
| Herrieden, Lkr. Ansbach                    | Stiftskirche Herrieden D-5-71-166-24 id=83008                 | Chor 1447, Langhaus 1502–1533, aber 1747 massiv barockisiert; 2010 Basilica Minor |       |       |
| Mögeldorf, Stadt Nürnberg                  | St. Nikolaus und Ulrich D-5-64-000-1001 id=79814              | Außenmauern 1414–1416, 1449 flache Decke, 1902/1902 neugotische Emporenhalle |       |       |
| Neustadt an der Aisch                      | Ev. Stadtpfarrk. (Johannes d. T.) (CC) D-5-75-153-45 id=87666 | Seitenschiffe 1594, gotische Arkaden, flache Decken; blinde Obergaden, aber geringe Höhenunterschiede                                                                                       |       |       |
| Nürnberg                                   | St. Martha D-5-64-000-1068 id=79881                           | Weihe 1385, Binnenstruktur seit 1729, mittlere drei Schiffe Pseudobasilika äußere Seitenschiffe (1909) basilikal                                                                            |       |       |
| Schwabach                                  | Ev. Stadtkirche D-5-65-000-111 id=81192                       | 1469–1495, als Basilika geplant, als Pseudobasilika vollendet, ausgeprägte Hochschiffswände mit blinden Obergaden                                                                           |       |       |
| Bad Windsheim Mittelfranken                | St. Kilian D-5-75-112-24 id=86622                             | Vorgänger 1190–1216, Neubau 1400–1512, Brand 1730, danach Predigtkirche mit doppelten Emporen, Grenzfall Staffelhalle/Pseudobasilika: Mittelschiff Tonnengewölbe, Seitenschiffe flachdeckig |       |       |

#### Unterfranken
– Siehe auch Hallenkirchen in Unterfranken (27) –
Anzahl: 7, davon 2 Grenzfälle zur Hallenkirche, 1 sowohl als auch
| Ort                            | Kirche                               | Anmerkungen | Fotos | Fotos                                |
| ------------------------------ | ------------------------------------ | --- | ----- | ------------------------------------ |
| Frickenhausen, Lkr. Würzburg   | St. Gallus D-6-79-131-17             | Langhaus 1514–1521 eingewölbt |       |                                      |
| Güntersleben, Lkr. Würzburg    | St. Maternus D-6-79-142-1 id=72488   | Chor um 1400, 1902/1903 Anpassung Langhaus an Chor und Ausgestaltung zur Pseudobasilika                                                            |       |                                      |
| Haßfurt                        | St. Kilian D-6-74-147-85 id=57590    | ab 1390, Wölbung bis Ende 15. Jh. |       |                                      |
| Bad Königshofen, Rhön-Grabfeld | Mariä Himmelfahrt D-6-73-141-30      | 1442–1502, fensterlose Hochschiffswände außen sichtbar                                                                                             |       |                                      |
| Pfarrweisach, Haßberge         | St. Kilian D-6-74-184-1              | 1516–1519, Mittelschiff 1715–1717 erhöht, aber Flachdecke nur wenig über Scheiteln der Seitenschiffsgewölbe                                        |       |                                      |
| Rechtenbach, Main-Spessart     | Mariä Heimsuchung D-6-77-172-1       | 1913/1914, Grenzfall Stufenhalle/Pseudobasilika |       | Innenfotos siehe BLfD und Pfarrseite |
| Schweinfurt                    | St. Johannis D-6-62-000-104 id=58776 | hallenförmiges Querhaus 13. Jh. von 2 × 3 gewölbten Jochen, Schiff seit 1300 oder 1550 Pseudobasilika, seit 1945–1951 Höhenunterschied südl. > 2 m |       |                                      |

## Berlin
– Siehe auch Hallenkirchen in Berlin (43) –
Hintergrundinformationen:
- BK = Datensatz in der Berliner Denkmaldatenbank

Anzahl: 3
| Ort                              | Kirche                         | Anmerkungen                                                               | Fotos | Fotos |
| -------------------------------- | ------------------------------ | ------------------------------------------------------------------------- | ----- | ----- |
| Friedrichshain                   | St. Bartholomäus, BK 09045146  | 1857–1858, neugotisch                                                     |       |       |
| Westend                          | Friedenskirche, BK 0909644     | 19261932, zwei Bauphasen, Heimatschutzstil, Name seit 1962                |       |       |
| Nikolassee, Steglitz- Zehlendorf | Kirche Nikolassee, BK 09075239 | 1909/1910, Neo-Renaissance, zweischiffig, Seitenschiff mit Empore gefüllt |       |       |

## Brandenburg
– Siehe auch Hallenkirchen in Brandenburg (50) –
| Ort                                        | Kirche                                     | Anmerkungen | Fotos | Fotos |
| ------------------------------------------ | ------------------------------------------ | --- | ----- | ----- |
| Sachsenhausen, Oranienburg, Lkr. Oberhavel | Dorfkirche BLDAM 09165380                  | 1914, außen Heimatschutz, innen Bauernbarock, hölzerne Stützen, Emporen und kassettierte Flachdecken; Turm nach Blitzschlag 1961 vereinfacht wiederhergestellt |       |       |
| Cottbus, Niederlausitz                     | Oberkirche St. Nikolai, DT-C 2.1 S. 63 ff. | 15./16. Jh. |       |       |

## Hessen

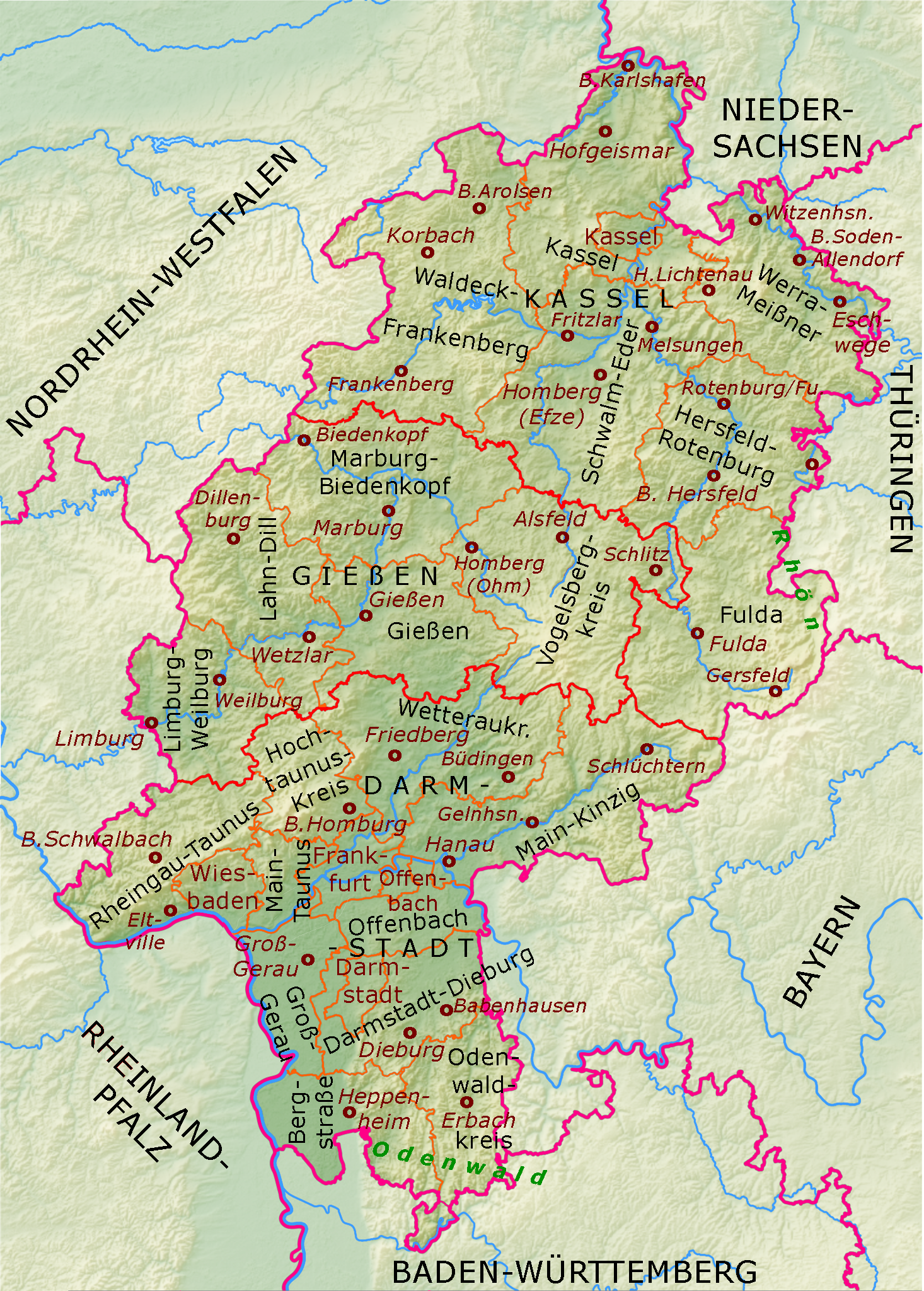
Regierungsbezirke (Großbuchstaben, gesperrt), Kreise (Normalschrift) und einige Städte (Schrift dunkelrot, kreisfreie normal, übrige kursiv) des Landes Hessen

– Siehe auch Hallenkirchen in Hessen (253) –
Anzahl: 38
Hintergrundinformationen:
- D-H-I = Dehio-Handbuch Hessen I
- D-H-II = Dehio-Handbuch Hessen II
- DX … = Eintrag in der Datenbank der hessischen Denkmalpflege unter https://denkxweb.denkmalpflege-hessen.de/objekte/

### Nordhessen
– Siehe auch Hallenkirchen in Nordhessen (bisher 70 erfasst) –
Anzahl: 9, 1 Grenzfall zur Hallenkirche
| Ort                                           | Kirche                        | Anmerkungen | Fotos | Fotos                                 |
| --------------------------------------------- | ----------------------------- | --- | ----- | ------------------------------------- |
| Ausbach, Hohenroda, Hersf.-Rotenb.            | Ev. Kirche (CC)               | 1730, Barock, hölzerne Stützen, zwei Emporenetagen, tonnengewölbtes Mittelschiff, Grenzfall Hallenkirche/Pseudobasilika     |       |                                       |
| Dorfborn, Neuhof, Landkreis Fulda             | St. Josef (CC)                | Heimatschutzstil, sehr niedriges Seitenschiff                                                                               |       |                                       |
| Frohnhausen, Battenberg, Waldeck-Frankenb.    | Evangelische K. (CC) DX 79221 | |       | Innenfotos bei DenkX                  |
| Guntershausen, Landkreis Kassel               | evangelische K. DX 87971      | Grenzfall Emporenhalle/Pseudobasilika, außen neugotisch, innen klassizistisch                                               |       |                                       |
| Hünfeld, Landkreis Fulda                      | St. Jakobus                   | 1506, gotisch, dreischiffig                                                                                                 |       | geeignetes Innenfoto siehe Pfarrseite |
| Kaufungen, Landkreis Kassel                   | Stiftskirche DX 88348         | 1017–1025 flachgedeckte Basilika, danach schrittweise Einwölbung, flachgedeckte Pseudobasilika nach Brand von 1422          |       |                                       |
| Mansbach, Hohenroda, Hersf.-Rotenb.           | Ev. Kirche (CC)               | Chor spätes 15. Jh., Netzgewölbe, Langhaus 1569 u. 1682, hölzerne Stützen, drei Emporenetagen, tonnengewölbtes Mittelschiff |       | Innen: Kuppenrhön, 4. Foto            |
| Wichmannshausen, Sontra, Werra-Meißner        | St. Martin DX 38720           | Schiffseinteilung durch Emporenpfeiler, li. Seite Pseudobasilika, re. Seite Basilika                                        |       |                                       |
| Usseln, Willingen (Upland), Waldeck-Frankenb. | Kilianskirche                 | Emporenkirche, Räume über den Emporen durch stark abfallende Dachschrägen begrenzt, allerdings mit Gauben                   |       | Innenfoto siehe Pfarrseite            |

### Mittelhessen
– Siehe auch Hallenkirchen in Mittelhessen (120) –
Anzahl: 8
| Ort                                       | Kirche                                 | Anmerkungen | Fotos | Fotos                      |
| ----------------------------------------- | -------------------------------------- | --- | ----- | -------------------------- |
| (Werschau), Brechen, Limburg-Weilb.       | Berger Kirche DX 50915                 | Hauptschiff 10. oder 11. Jh., Seitenschiff 12. Jh. |       |                            |
| Dautphe, Dautphetal, Marburg-Bied.        | Martinsk.                              | schmale flachdeckige Seitenschiffe mit Emporen, Mittelschiff mit hoher Spitztonne                                                                     |       |                            |
| Dorchheim, Elbtal, Limburg-Weilb.         | Neue Kirche St. Nikolaus (CC) DX 51011 | gewölbte Kreuzkirche, Pseudobasilika durch vier niedrige Seitenjoche rund um die Vierung                                                              |       | Innenfoto siehe DenkX      |
| Dreihausen, Ebsdorfergrund, Marburg-Bied. | Selbstst. Ev. K. (CC)                  | dreischiffige Emporenkirche, Flachdecken, im Mittelschiff deutlich höher als über Emporen                                                             |       |                            |
| Drommershausen, Weilburg, Limburg-Weilb.  | Evangelische K.                        | flachdeckige Seitenschiffe mit Emporen, Mittelschiff bis unter steile Dachschräge                                                                     |       | Innenfoto siehe Pfarrseite |
| Großen-Linden, Linden, Lkr. Gießen        | Christkönig(CC)                        | 1950er Heimatschutzstil, dreischiffig, erheblicher Höhenunterschied zwischen flacher Segmenttonne des Mittelschiffs und Flachdecken der Seitenschiffe |       |                            |
| Homberg (Ohm), Vogelsbergkreis            | Ev. Stadtk. (CC) DX 813218             | Chor Pseudobasilika, Schiff trotz durchgehender Dachschrägen Basilika, Licht der Obergaden aus Dachflächenfenstern                                    |       |                            |
| Laubach, Lkr. Gießen                      | Ev. Stadtk. (CC) DX 48072              | außen Barock, innen klassizistisch, Flachdecken über den Emporen, Mittelschiff breite und hohe Halbkreistonne                                         |       |                            |

### Südhessen
– Siehe auch Hallenkirchen in Südhessen (65) –
Anzahl: 21, davon 1 sowohl Pseudobasilika als auch Hallenkirche 1 Grenzfall und 1 unklar
| Ort                                             | Kirche                                                  | Anmerkungen | Fotos | Fotos                                           |
| ----------------------------------------------- | ------------------------------------------------------- | --- | ----- | ----------------------------------------------- |
| Altengronau, Sinntal, Main-Kinzig-Kreis         | (Ev.) Christi Himmelfahrt DX 826517 (2024-12 noch leer) | Hauptschiff Tonnengewölbe, Südseitenschiff flachdeckig unter zwei Querdächern |       |                                                 |
| Brensbach, Odenwaldkreis                        | St. Markus DX 10835                                     | frühes 16. Jh. |       | Gemeinde: Innenfotos mit Chor, mit Seitenschiff |
| Flörsheim am Main, Main-Taunus                  | Ev. Pfarrk. (CC) DX 45608                               | 1900/1901, neugotisch zweijochiges Seitenschiff unter Querdach, steinerne Arkade unterhalb des hölzernen Hauptschiffsgewölbes                                                               |       | Innenfotos siehe DenkX                          |
| Frankfurt                                       | St. Leonhard                                            | 1500–1520 Umbau zur fünfschiffigen Kirche aus dreischiffiger Halle und pseudobasilikal niedrigen Außenschiffen                                                                              |       |                                                 |
| Frankfurt                                       | Georgioskirche                                          | 1996–1998, neobyzantinisch, Seitenschiffe mit Emporen gefüllt, Laternenturm, beiderseits der Vierung Gruppen von drei Apsiden                                                               |       | Innenfoto aus Presseartikel                     |
| Frankfurt                                       | Matthäuskirche (CC) DX 159115                           | 1952–1955 anstelle kriegszerstörten Vorgängers, Hauptschiff mit Hochwand, niedrigeres rechtes Seitenschiff                                                                                  |       |                                                 |
| Groß-Bieberau, Darmstadt-Dieb.                  | Michaelskirche DX 15096                                 | dreischiffige Emporenkirche, Mittelschiff mit überhöhter Längstonne, Seitenschiffe flachgedeckt                                                                                             |       |                                                 |
| Groß-Umstadt, Darmstadt-Dieb.                   | Ev. Stadtkirche D-H-II S. 390/91                        | Turm 2. H. 13. Jh., Schiff 1490–1496 |       |                                                 |
| Hattersheim am Main                             | St. Martinus                                            | 1913–1915, Jugendstil mit Formen aus der Romanik, Längstonne des Mittelschiffs ganz oberhalb der Hängekuppelgewölbe der Seitenschiffe                                                       |       | Innenfoto von Kirchbau.de                       |
| Hochstadt, Maintal, Main-Kinzig-Kreis           | DX 121583 (2024 noch leer)                              | 1470–1480, wahrscheinlich Pseudobasilika; freistehender Kirchturm älter |       | Fotos der Pfarrseite                            |
| Bad Homburg vor der Höhe, Hochtaunuskr.         | Englische Kirche DX 7719                                | 1868 |       | Innenfoto siehe Kulturzentrum                   |
| Kleestadt, Groß-Umstadt, Lkr. Darmstadt-Dieburg | Evangelische Kirche                                     | Kern Ende 13. Jh., Chor 15. Jh., 1560 Südseitenschiff, 1861 Nordseitenschiff und neue Flachdecken, Höhendifferenz mögl. unter 2 m bei kräftigen Arkaden                                     |       | Gemeindeseite mit Innenfotos                    |
| Lindheim, Altenstadt, Wetteraukreis             | Schlosskirche DX 2222                                   | dreischiffig, Kern nach 1280, Spitzbogenarkaden auf Rundpfeilern, Mittelschiff Holztonne, Seitenschiffe 1442 erneuert, wahrscheinlich flachdeckig, Grenzfall Staffelhalle/Pseudobasilika    |       | Innenfoto siehe Pfarrseite                      |
| Michelstadt, Odenwaldkreis                      | Ev. Stadtkirche DX 11379                                | Seitenschiffe ab 1470, Chor Netzgewölbe, Mittelschiff Holztonne, Seitenschiffe Rippengewölbe                                                                                                |       |                                                 |
| Mühlheim am Main, Lkr. Offenbach                | St. Markus DX 42083                                     | Schiff modern, Vorgänger 1356, Turm wohl noch älter |       |                                                 |
| Münzenberg, Wetteraukreis                       | Evangelische K.                                         | Hauptschiff unter Segmenttone, mächtige Hochschiffswand, Seitenschiff flachgedeckt |       |                                                 |
| Oberzell, Sinntal, Main-Kinzig-Kreis            | Evangelische K. DX 82644 (2024-12 noch leer)            | 1866/67, neu-frühgotisch, zweischiffig, dunkler Obergaden |       |                                                 |
| Offenbach                                       | St. Elisabeth                                           | 1966–1968 |       | Innenfoto siehe Bistumsseite                    |
| Bad Orb, Main-Kinzig-Kreis                      | St. Martin DX 129209                                    | 15. Jh. dreischiffig, Holzdecken an den Dachschrägen auf Spitzbogenarkaden, 1978/79 Anfügung äußerer Südseitenschiffe, völlig niedriger als die alten, 1984/85 Wiederherstellung nach Brand |       | brauchbare Innenfotos siehe DenkX               |
| Unter-Hambach, Heppenheim, Bergstraße           | St. Michael (CC) DX 30393                               | 1897 anstelle einer mittelalterlichen Kapelle |       | geeignetes Innenfoto bei DenkX                  |
| Wiesbaden                                       | St. Augustine’s of Canterbury (anglikanisch)            | Hauptschiff und niedriges Seitenschiff |       |                                                 |

## Mecklenburg-Vorpommern

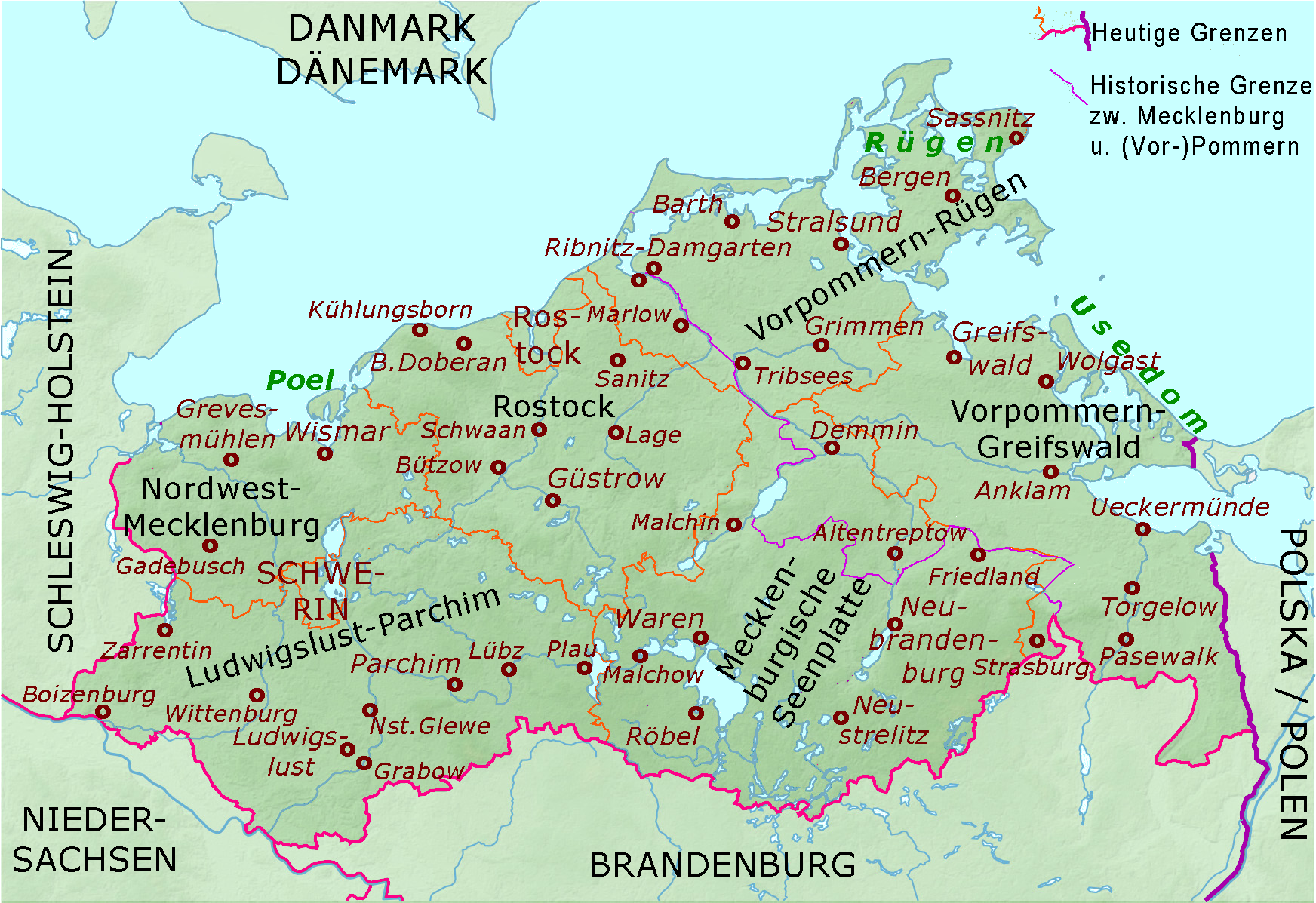
Kreiseinteilung von Mecklenburg-Vorpommern seit 2011 und historische Grenze zwischen Mecklenburg und (Vor-)Pommern

– Siehe auch Hallenkirchen in Mecklenburg-Vorpommern (68) –
Anzahl: 8

### Mecklenburg
Anzahl: 6
| Ort                                 | Kirche                  | Anmerkungen                                                                                                | Fotos | Fotos |
| ----------------------------------- | ----------------------- | --- | ----- | ----- |
| Berendshagen, Satow                 | Dorfkirche              | flache Decken, Holzwand hinter Arkadenböge, Pseudobasilika infolge Umbauten bis ins 17. Jh.                |       |       |
| Gadebusch                           | Stadtkirche             | gotischer Chor an der romanischen Vierstützenhalle                                                         |       |       |
| Dargun                              | Ruine der Klosterkirche | pseudobasilikaler Umgangschor, 14. und 15. Jh.                                                             |       |       |
| Groß Salitz, Krembz, Lkr. NW-Meckl. | St. Marien              | gotisch, zwei der drei Joche urspr. Basilika, westliches Joch („Langhaus“) gleich pseudobasilikal angefügt |       |       |
| Teterow                             | Stadtkirche Teterow     | gotisch, Nordseite Basilika mit Obergaden, Südseite Pseudobasilika                                         |       |       |
| Steffenshagen                       | Dorfkirche              | spätes 13. Jh., gotisch, im 19. Jh. um 3 Joche nach Westen verlängert                                      |       |       |

### Vorpommern
– Siehe auch Hallenkirchen in Vorpommern (30) –
Anzahl: 2, davon 1 teils Pseudobasilika, teils Hallenkirche
| Ort                       | Kirche      | Anmerkungen | Fotos | Fotos |
| ------------------------- | ----------- | --- | ----- | ----- |
| Altenkirchen, Insel Rügen | Pfarrkirche | Chor 1246 (d), Langhaus 2. H. 14. Jh.; Spitzbogenblenden in den Hochschiffswänden                                         |       |       |
| Sagard, Insel Rügen       | St. Michael | Kern 13. Jh., Ausbau 15. Jh., Gewölbe nach 1500, Erweiterung der südlichen Kapelle zum hallenmäßigen Südseitenschiff 1786 |       |       |

## Niedersachsen und Bremen

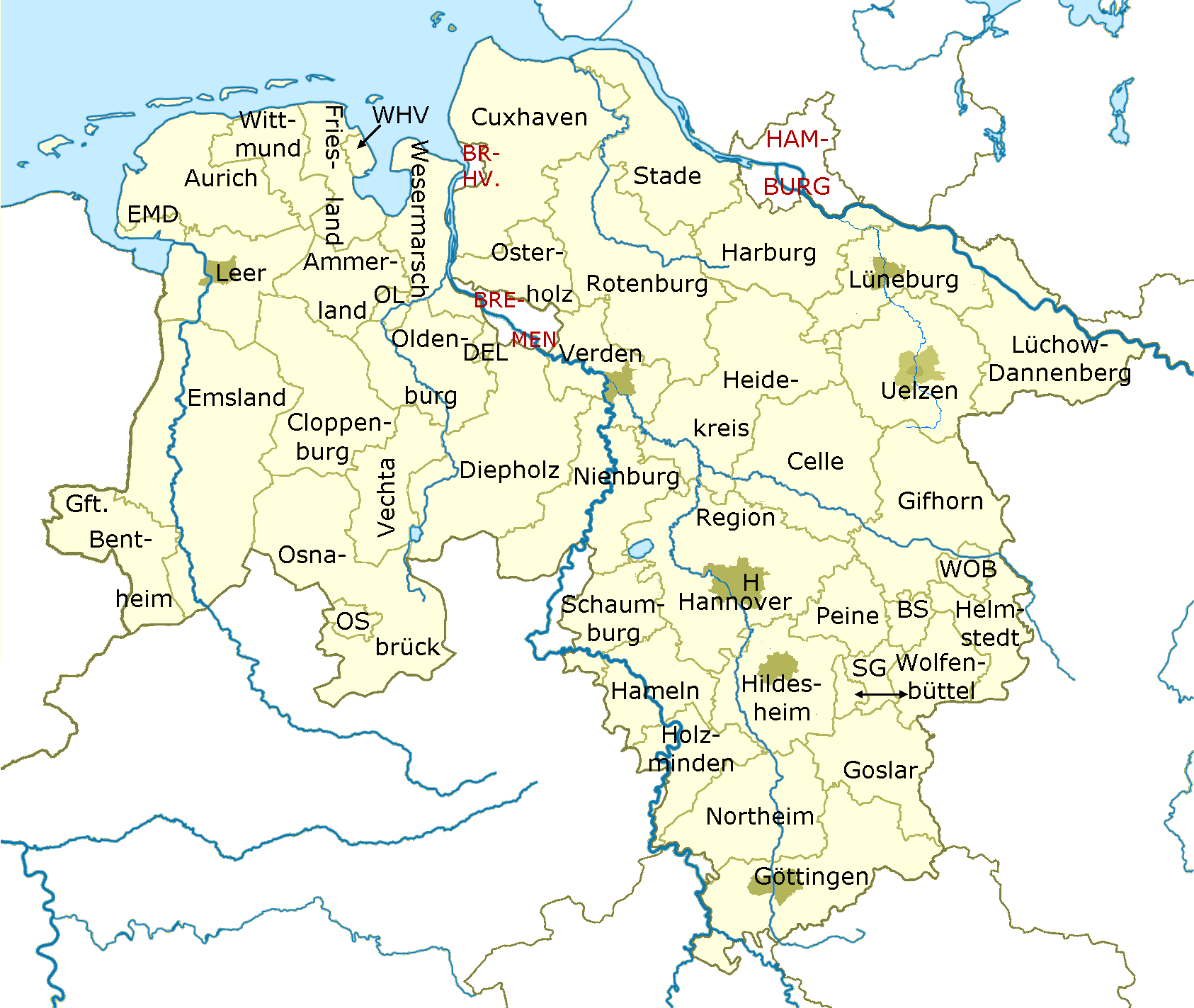
Kreise in Niedersachsen

– Siehe auch Hallenkirchen in Niedersachsen und Bremen (99) –
Hintergrundinformationen: ND … = Datensatz im Niedersächsischen Denkmalatlas
Anzahl: 12, davon 3 Grenzfälle zur Hallenkirche und 1 teils-teils
| Ort                           | Kirche                      | Anmerkungen | Fotos | Fotos                     |
| ----------------------------- | --------------------------- | --- | ----- | ------------------------- |
| Braunschweig                  | Brüdernkirche               | |       |                           |
| Bremen                        | Horner Kirche               | 1822–1824 anstelle eines Vorgängers aus dem 12. Jh., zunächst quer orientierter Saal, 1894 Umbau zur Pseudobasilika                                                                                                  |       |                           |
| Dahlenburg, Lkr. Lüneburg     | St. Johannis                | neugotisch mit Südwand des gotischen Vorgängerbaus (ebenfalls Pseudobasilika), Hauptschiff und sehr niedriges Seitenschiff, darüber Funktionsräume                                                                   |       |                           |
| Ebstorf, Landkreis Uelzen     | Klosterkirche, ND 31087414  | Kloster seit 12. Jh., heutige Kirche spätes 14. Jh. (Langhaus 1385 (d), Chor 1396 (d)), Langhaus mit jüngerem niedrigem Südseitenschiff, Chor im Anschluss an Hauptschiff des Langhauses u. Südflügel des Kreuzgangs |       |                           |
| Einbeck                       | Marktkirche St. Jacobi      | (Vergleich in derselben Stadt: Hallenkirche St. Alexandri) |       |                           |
| Hannover                      | St. Godehard                | neugotisch, mit einheitlichen Kapitellhöhen bei stark differierenden Gewölbehöhen Grenzfall Halle/Pseudobasilika |       |                           |
| Heemsen, Lkr. Nienburg        | St. Michaelis ND 31036164/1 | 1864 mit Resten des MA Vorgängers |       |                           |
| Lingen, Lkr. Emsland          | St. Bonifatius              | klassizistisch, tonnengewölbtes Mittelschiff, flachdeckige Seitenschiffe |       | Städtefotos: Innenfoto    |
| Bad Nenndorf, Lkr. Schaumburg | St. Godehardi (ev.)         | 1853, eklektizistische Emporen-Pseudobasilika |       |                           |
| Springe Region Hannover       | St. Andreas                 | 15. Jh., Vorgänger aus dem 13. Jh. 1347 abgebrannt |       | kein geeignetes Innenfoto |
| Wallenhorst, Lkr. Osnabrück   | Alte Kirche St. Alexander   | 1130/40 Umbau aus Basilika, westliches Joch Hallenquerschnitt, übriges Langhaus Pseudobasilika im gebundenen System                                                                                                  |       |                           |
| Walsrode                      | Stadtkirche St. Johannis    | 1847–1850, Emporenhalle an der Grenze zur Pseudobasilika, Mittelschiff Längstonne, Seitenbereiche flachdeckig; Vorgänger 1. Dr. 13. Jh. Basilika, 1482–1496 zweischiffige Halle                                      |       |                           |

## Nordrhein-Westfalen
– Siehe auch Hallenkirchen in Nordrhein-Westfalen (552) –
Anzahl: 85
Hintergrundinformationen:

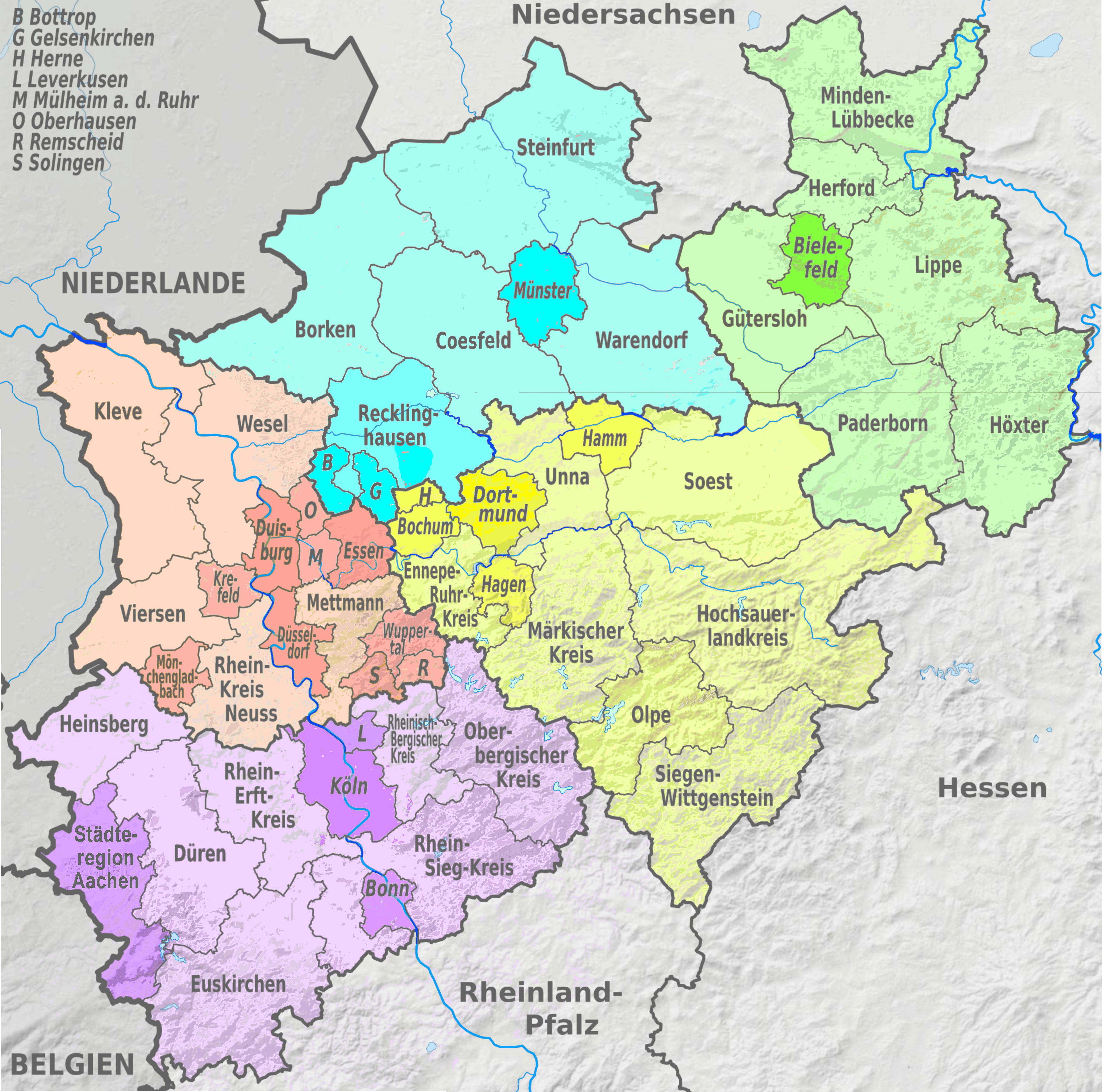
Kreise in NRW, Grundtöne nach Regierungsbezirken, Stadtkreise intensiver eingefärbt

- Aktuelle Dehio-Handbücher (Seitenangaben, nicht verlinkt):
  - D-NW-I = Nordrhein-Westfalen I – Rheinland (2005)
  - D-NW-II = Nordrhein-Westfalen II – Westfalen (2016)
- Historisches Dehio-Handbuch Nordwestdeutschland (1912) (einzeln verlinkt)
- KD-…  = Denkmalinventare nach Landkreisen in der Zeit ihrer Erstellung, „Die Kulturdenkmäler des Kreises …“ (einzeln verlinkt)
- Forschungsstelle Glasmalerei des 20. Jahrhunderts, werbungsfreie seriöse Quelle für Grundrisse und Innenfotos (einzeln verlinkt)

### Nordrhein
– Siehe auch Hallenkirchen in Nordrhein (288) –
Anzahl: 75

#### Regierungsbezirk Köln
– Siehe auch Hallenkirchen im Regierungsbezirk Köln (131) –
Anzahl: 23
| Ort                                         | Kirche                              | Anmerkungen | Fotos | Fotos                |
| ------------------------------------------- | ----------------------------------- | --- | ----- | -------------------- |
| Aachen                                      | Aula Carolina                       | Errichtet als Kirche des Augustiner-Eremiten-Klosters, nach schweren Schäden des gotischen Vorgängerbaus beim Stadtbrand, 1663–1687, (heute) schlichter Barock                                                 |       |                      |
| Euskirchen                                  | St. Martin D-NW-I S. 407            | Kern romanisch, Südseite weiterhin Basilika, Nordseite seit 17./18. Jh. Pseudobasilika |       |                      |
| Graurheindorf, Bonn                         | St. Margareta                       | 1875 |       | Innenfoto siehe Link |
| Hergarten, Heimbach, Kreis Düren            | St. Martinus                        | |       |                      |
| Hochkirchen, Nörvenich, Kreis Düren         | St. Viktor                          | |       |                      |
| Ippendorf, Bonn                             | St. Barbara (CC)                    | |       |                      |
| Kalrath, Titz, Kreis Düren                  | Mariä Himmelfahrt (CC)              | |       | Innenfoto siehe Link |
| Kornelimünster, Stadt Aachen                | St. Kornelius                       | um 900 dreischiffige Basilika, 2. H. 13. Jh. modernisiert, nach Zerstörungen durch Aachener Bürger (1310) Chor nach Kölner Vorbild, 1520–1532 südliche Seitenschiffe (neben hohem Mittelschiff ohne Obergaden) |       |                      |
| Lommersdorf, Blankenheim, Kreis Euskirchen  | St. Philippus und Jakobus           | |       |                      |
| Mündt, Titz, Kreis Düren                    | St. Urban                           | |       | Innenfoto siehe Link |
| Mondorf, Niederkassel, Rhein-Sieg           | St. Laurentius (CC)                 | |       |                      |
| Nettersheim, Kreis Euskirchen               | St. Martin                          | Südseite Basilika, Nordseite Pseudobasilika |       |                      |
| Niehl, Köln-Nippes                          | Alt St. Katharina „Niehler Dömchen“ | 13./14./16. Jh. |       | Innenfoto siehe      |
| Oberdrees, Rheinbach, Rhein-Sieg            | St. Ägidius                         | 12. Jh. und 1688 |       | Innenfoto siehe      |
| Odendorf, Swisttal, Rhein-Sieg              | St. Petrus und Paulus (CC)          | |       | Innenfoto siehe      |
| Olef, Schleiden, Kr. Euskirchen             | St. Johann Bapt. (CC)               | zweischiffige Halle mit mittlerer Stützenreihe, zusätzlich pseudobasilikal, niedriges Nordseitenschiff |       |                      |
| Reifferscheid, Hellenthal, Kreis Euskirchen | St. Matthias                        | |       |                      |
| Hennef, Hennef, Rhein-Sieg                  | Marienkirche (CC)                   | |       | Innenfoto siehe      |
| St. Antonius, Kall, Kreis Euskirchen        | St. Antonius                        | |       |                      |
| Schlich, Langerwehe, Kreis Düren            | St. Martinus                        | 1933/34 |       |                      |
| Wenau, Langerwehe, Kreis Düren              | St. Katharina                       | 12. und 16. Jh. |       |                      |
| Wormersdorf, Rheinbach, Rhein-Sieg          | St. Martin                          | 1935 |       |                      |
| Zingsheim, Nettersheim, Kreis Euskirchen    | St. Peter                           | Nordseite teils Pseudobasilika, teils Basilika (1 östliches Obergadenfenster), nach Süden 1973 modern erweitert                                                                                                |       |                      |

#### Regierungsbezirk Düsseldorf
– Siehe auch Hallenkirchen im Regierungsbezirk Düsseldorf (157) –
Anzahl 52, davon 1 Grenzfall zur Hallenkirche
| Ort                                    | Kirche                              | Anmerkungen | Fotos                       | Fotos                                     |
| -------------------------------------- | ----------------------------------- | --- | --------------------------- | ----------------------------------------- |
| Aldekerk, Kerken, Kreis Kleve          | St. Peter und Paul                  | 1888–1890, Pseusobasilika seit dem 17. Jh.                                                                                   |                             | F. Glasmalerei: Plan u. Fotos außen/innen |
| Alstaden, Oberhausen                   | Evangelische K. (CC)                | 1902–1905, asymmetrisch, das Seitenschiff mit Empore gefüllt                                                                 |                             | F. Glasmalerei: Plan u. Fotos außen/innen |
| Amern, Schwalmtal, Kreis Viersen       | St. Antonius                        | 1491 dreischiffig, 1897 Erweiterungen                                                                                        |                             | F. Glasmalerei: Plan u. Fotos außen/innen |
| Rees, Rees, Kreis Kleve                | St. Cosmas und Damian               | Turm unten 12. Jh., Kirche 13. und 16. Jh.                                                                                   |                             |                                           |
| Boisheim, Viersen                      | St. Peter                           | Pseudobasilika 1487, Erweiterung um Westquerhaus 1899                                                                        |                             | F. Glasmalerei: Plan u. Fotos außen/innen |
| Borth, Rheinberg, Kreis Wesel          | St. Evermaru                        | 1452, Erweiterung 1977–1980                                                                                                  |                             | F. Glasmalerei: Plan u. Fotos außen/innen |
| Bracht, Brüggen, Kreis Viersen         | Mariä Himmelfahrt                   | 1484 |                             | F. Glasmalerei: Plan u. Fotos außen/innen |
| Brünen, Hamminkeln, Kreis Wesel        | Evangelische K. (CC)                | 1487 (Inschrift), zweischiffig                                                                                               |                             | Geschichts-seite mit Innenfoto            |
| Dilkrath, Schwalmtal, Kreis Viersen    | St. Gertrud (CC)                    | 15. Jh. Pseudobasilika, 1902 östlich Hallenkirche durch doppeltes Querhaus                                                   |                             | F. Glasmalerei: Plan u. Fotos außen/innen |
| Dingden, Hamminkeln, Kreis Wesel       | St. Pankratius (CC)                 | 1950, Turm frühes 13. Jh. |                             | F. Glasmalerei: Plan u. Fotos außen/innen |
| Drevenack, Hünxe, Kreis Wesel          | Evangelische K. (CC)                | 15. Jh., Backstein, Hauptschiff und niedriges Nordseitenschiff, Grenzfall Hallenkirche/Pseudobasilika                        |                             |                                           |
| Eller, Düsseldorf                      | St. Gertrud                         | 1896–1901 |                             | F. Glasmalerei: Plan u. Fotos außen/innen |
| Elten, Emmerich, Kreis Kleve           | St. Martinus (CC)                   | Mitte bis 2. H. 15. Jh. |                             |                                           |
| Emmerich, Kreis Kleve                  | St. Aldegundi                       | 1449–1515 |                             |                                           |
| Eppinghoven, Dinslaken, Kreis Wesel    | St. Johannes                        | 1450 einschiffig, quer dazu 1927–1928 große Erweiterung zur kreuförm. Pseudobasilika                                         |                             |                                           |
| Friemersheim, Rheinhausen, Duisburg    | Evangelische K. (CC)                | frühes 15. Jh., 1415 geweiht                                                                                                 |                             | F. Glasmalerei: Plan u. Fotos außen/innen |
| Gahlen, Schermbeck, Kreis Wesel        | Evangelische K. (CC)                | um 1500 Nordseitenschiff |                             | Innenfotos fehöen.                        |
| Hamminkeln, Kreis Wesel                | Evangelische K.                     | 15. Jh. mit Resten von Vorgängerbauten (Tuff mit Spolienziegeln)                                                             |                             | F. Glasmalerei: Plan u. Fotos außen/innen |
| Hochemmerich, Rheinhausen, Duisburg    | Christuskirche (CC)                 | Inschrift 1447 oder 1497 |                             | bebilderte Beschreibung                   |
| Holten, Sterkrade, Oberhausen          | Evangelische K. (CC)                | bald nach 1319 Pseudobasilika, 1956/57 Nordseite wiederhergestellt, Südseite modern                                          |                             | F. Glasmalerei: Plan u. Fotos außen/innen |
| Kapellen, Geldern, Kreis Kleve         | St. Georg (CC) KD-GEL S. 47/48      | 1. Hälfte 15. Jh. |                             | F. Glasmalerei: Plan u. Fotos außen/innen |
| Keeken, Stadt Kleve                    | Mariae Himmelfahrt (CC)             | Turm 15. Jh., Chor 1532, Seitenschiffe 17. Jh.                                                                               |                             | F. Glasmalerei: Plan u. Fotos außen/innen |
| Keppeln, Uedem, Kreis Kleve            | St. Jodokus (CC) D-NW-I S. 539      | 1485 Pseudobasilika, 1820 Ausbeuten um den Chor                                                                              |                             | F. Glasmalerei: Plan u. Fotos außen/innen |
| Kervenheim, Kevelaer, Kreis Kleve      | St. Antonius (CC)                   | 1445 einschiffig, 1775 Seitenschiff                                                                                          |                             | F. Glasmalerei: Plan u. Fotos außen/innen |
| Kleve                                  | Stiftskirche                        | 1425–1445, nach Zerstörungen im 2. WK v. a. Turmfront überw. neu                                                             |                             |                                           |
| Korschenbroich, Rhein-Kreis Neuss      | St. Andreas                         | 1890–1892; Turm 1504 |                             |                                           |
| Kranenburg, Kreis Kleve                | St. Peter und Paul                  | 1409–1438 |                             |                                           |
| Loikum, Hamminkeln, Kreis Wesel        | St. Antonius (CC)                   | ab oder nach 1541, Renaissance mit teilw. noch gotischen Gewölben Orgel u. Gewölbwe F. Glasmalerei: Plan u. Fotos            |                             |                                           |
| Marienbaum, Xanten, Kreis Wesel        | Mariä Himmelfahrt                   | 1438–1441 gotische Kapelle, 1712–1714 barock-klassizistisches Langhaus                                                       |                             |                                           |
| Menzelen, Alpen, Kreis Wesel           | St. Walburgis (CC)                  | 14./15. Jh. einschiffig, 17. Jh. Nordseitenschiff, 1890/91 neugot. Ostteile                                                  |                             | F. Glasmalerei: Plan u. Fotos außen/innen |
| Millingen, Rees, Kreis Kleve           | St. Quirinus (CC)                   | 14. Jh. Kapelle, 15./16. Jh. Erweiterungen, Seitenkapellen der Chor breiter als Seitenschiffe des Langhauses                 |                             | F. Glasmalerei: Plan u. Fotos außen/innen |
| Moers, Kreis Wesel                     | St. Josef                           | 1868–1871; nach Brand von 1929 dann 1930/31 erneuert                                                                         |                             | F. Glasmalerei: Plan u. Fotos außen/innen |
| Monheim, Kr. Mettmann                  | St. Gereon (CC)                     | 1951–1953, Heimatschutzstil, asymmetrisch zweischiffig                                                                       |                             | F. Glasmalerei: Plan u. Fotos außen/innen |
| Neukirchen, Grevenbroich, Kreis Kleve  | St. Jakobus (CC)                    | Kern romanisch, Chor, Seitenschiffe um 1700, Verlängerung u. Turm Mitte 19. Jh.                                              |                             |                                           |
| Nieukerk, Kerken, Kreis Kleve          | St. Dionysius (CC)                  | 1. Hälfte 15. Jh. |                             | F. Glasmalerei: Plan u. Fotos außen/innen |
| Orsoy, Rheinberg, Kreis Wesel          | (CC)                                | um 1540. geschlämmter Backstein, dreischiffige Pseudobasilika, Chor-Südseite als Halle                                       |                             |                                           |
| Repelen, Moers, Kreis Wesel            | Evangelische K. (CC) KD-MO S. 47    | Hallenkirche 14. Jh. aus Basilika des 12. Jh., teil. Pseudobasilika                                                          |                             | F. Glasmalerei: Plan u. Fotos außen/innen |
| Rheindahlen, Mönchengladbach           | St. Helena                          | Turm 12. Jh., Pseudobasilika ab 1510, Bänderung von Tuff u. Backstein, 1910–1915 quer hindurch neugotische Backsteinbasilika |                             |                                           |
| Ringenberg, Hamminkeln, Kreis Wesel    | Christ-König (CC)                   | 1936 |                             |                                           |
| Schaephuysen, Rheurdt, Kreis Kleve     | St. Hubertus                        | 1893/94 |                             |                                           |
| Schelsen, Mönchengladbach              | St. Jose                            | 1924, sehr niedriges einseitiges Seitenschiff                                                                                |                             |                                           |
| Schermbeck, Kreis Wesel                | St.-Georg (ev.) D-NW-I S. 1084      | um 1450 dreischiffig, nach Stadtbrand 1742 nur noch zweischiffig                                                             |                             |                                           |
| Ohligs, Solingen                       | St. Joseph                          | 1891–1893, neu-frühgotischer Backsteinbau, fensterlose Hochschiffswände außen sichtbar                                       |                             |                                           |
| Schermbeck Kreis Wesel                 | St.-Georg                           | zunächst dreischiffig, ab 1483 zweischiffig                                                                                  |                             |                                           |
| Speldorf, Mülheim an der Ruhr          | Lutherkirche                        | 1882/83, neugotischer Backsteinbau, hölzerne Arkaden, hölzerne Mittelschiffstonne                                            |                             |                                           |
| Spellen, Voerde, Kreis Wesel           | St. Peter D-NR S. 1153/54           | Mittelschiff 14. Jh., Südseitenschiff evtl. 15. od. 16. Jh. (?), Nordseitenschiff 19. Jh., Turm 15. Jh.                      |                             | Innenfoto bei verPOTTet                   |
| Till-Moyland, Bedburg-Hau, Kreis Kleve | St. Vincentius (CC) KD-KLE S. 148   | 2. Hälfte 15. Jh. |                             | F. Glasmalerei: Plan u. Fotos außen/innen |
| Viersen                                | St. Remigius                        | 1161 Pfeilerbasilika, 1484 gotische Pseudobasilika                                                                           |                             |                                           |
| Walbeck, Geldern, Kreis Kleve          | St. Nikolaus (CC) D-NW-I S. 1158    | ab 1432 oder 1472, pseudobasilikal niedriges Südseitenschiff                                                                 | Google Streetview: Südseite | Orgelsite                                 |
| Warbeyen, Stadt Kleve                  | St. Hermes (CC) D-NW-I S. 1163      | chor 14. Jh., Hauptschiff etwas jünger, Südseitenschiff 1854                                                                 |                             |                                           |
| Wertherbruch, Hamminkeln, Kreis Wesel  | Evangelische K. (CC) D-NW-I S. 1172 | Pseudobasilika 2. Hälfte 15. Jh.                                                                                             |                             |                                           |
| Wetten, Kevelaer, Kreis Kleve          | St. Petrus (CC)                     | 15. Jh., Turm 1788 erneuert                                                                                                  |                             | F. Glasmalerei: Plan u. Fotos außen/innen |

### Westfalen
– Siehe auch Hallenkirchen in Westfalen (255) –
Anzahl: 10, davon 2 teils Pseudobasilika, teils Halle, dazu 2 Grenzfälle.

#### Regierungsbezirk Münster
– Stiftsgebiet des Bistums Münster, kurkölnisches Vest Recklinghausen, dazu die Grafschaften Tecklenburg und Steinfurt und der Süden der Grafschaft Lingen –
– Siehe auch Hallenkirchen im Regierungsbezirk Münster (61) –
Anzahl: 5, davon eine teils Pseudobasilika, teils Hallenkirche, und 2 Grenzfälle
| Ort                           | Kirche                              | Anmerkungen | Fotos | Fotos                                     |
| ----------------------------- | ----------------------------------- | --- | ----- | ----------------------------------------- |
| Ibbenbüren, Kreis Steinfurt   | St. Mauritius                       | 1831–1833, klassizistisch |       |                                           |
| Bocholt, Kreis Borken         | St.-Georg-Kirche                    | 1415–1486, Grenzfall zur Stufenhalle                                                                                                |       |                                           |
| Ramsdorf, Velen, Kreis Borken | Kirche St. Walburga D-WF S. 1089/90 | Schiff 1410, Turm ab 1513, 1912–1914 nach Osten verlängert                                                                          |       | F. Glasmalerei: Plan u. Fotos außen/innen |
| Rheine                        | St. Dionysius                       | 1400–1520, Südseite Halle, Nordseite Pseudobasilika                                                                                 |       |                                           |
| Rorup, Dülmen, Kreis Coesfeld | St. Agatha                          | 1912, neugotisch, spätgotischer Vorgänger (Backstein und Sandstein) heute als Südseitenschiff; Grenzfall Stufenhalle/Pseudobasilika |       |                                           |

#### Regierungsbezirk Detmold
– Siehe auch Hallenkirchen im Regierungsbezirk Detmold (101) –
Anzahl: 4, davon 1 teils Hallenkirche, teils Pseudobasilika und 1 Grenzfall
| Ort                               | Kirche                   | Anmerkungen | Fotos | Fotos                                              |
| --------------------------------- | ------------------------ | --- | ----- | -------------------------------------------------- |
| Bielefeld-Gellershagen            | Bodelschwinghkirche (CC) | 1. Hälfte 1950er Jahre, errichtet als schlichtes Gemeindehaus, Kirchenraum flachgedeckte Pfeilerbasilika ohne Obergaden    |       | Innenfotos fehlen                                  |
| Bösingfeld, Extertal, Kreis Lippe | Heilig Geist             | 1951/52, Heimatschutzstil                                                                                                  |       |                                                    |
| Höxter                            | Marienkirche             | mehrere Baustufen 1281 bis Ende 14. Jh., Grenzfall zur Pseudobasilika                                                      |       |                                                    |
| Thüle, Salzkotten, Kr. Paderborn  | St. Laurentius           | dreischiffig, Kern (12. Jh.) als pseudobasilikales nördliches Seitenschiff, Hauptschiff und Südschiff 1897/1898 neugotisch |       | Pastoralverbund Salzkotten: St. Laurentius (innen) |

#### Regierungsbezirk Arnsberg
– Siehe auch Hallenkirchen im Regierungsbezirk Arnsberg (93) –
| Ort    | Kirche        | Anmerkungen                                                  | Fotos | Fotos |
| ------ | ------------- | ------------------------------------------------------------ | ----- | ----- |
| Siegen | Martinikirche | Anfänge seit 11. Jh., gotische Pseudobasilika seit 1511–1516 |       |       |

## Rheinland-Pfalz

Kreise in Rheinland-Pfalz

– Siehe auch Hallenkirchen in Rheinland-Pfalz (64) –
Anzahl: 7
| Ort                                       | Kirche                                | Anmerkungen | Fotos | Fotos                          |
| ----------------------------------------- | ------------------------------------- | --- | ----- | ------------------------------ |
| Bernkastel-Kues, Lkr. Bernkastel-Wittlich | St. Michael und St. Sebastia          | gotisch, etwas barockisiert, Südseite Basilika, Nordseite Pseudobasilika |       |                                |
| Bad Dürkheim                              | Schlosskirche                         | 1. Drittel 14. Jh., Grenzfall Pseudobasilika/Halle |       |                                |
| Bad Kreuznach                             | St. Nikolaus                          | überwiegend Basilika ohne Querhaus 1266–1308, aber westliche Joche des Südseitenschiffs im 15. Jh. mit Nikodemuskapelle überbaut, deren Pultdach bis knapp unter Mittelschiffstraufe |       | kein geeignetes Innenfoto      |
| Leiwen, Lkr. Trier-Saarburg               | St. Stefan (CC)                       | Langhaus und Westturm 1769 |       |                                |
| Ingelheim                                 | Burgkirche (ev. Kirche Oberingelheim) | bis 1. Hälfte 15. Jh. |       |                                |
| Thalfang, Bernkastel-Wittlich             | Evangelische Kirche                   | Langhaus 1. Hälfte 14. Jh. pseudobasilikal |       |                                |
| Traben-Trarbach, Lkr. Bernkastel-Wittlich | St. Peter und Paul (CC)               | neoromanisch, zweischiffig, Hauptaltar am Nordende |       | Innenfotos bei Kirchen-Galerie |

## Saarland

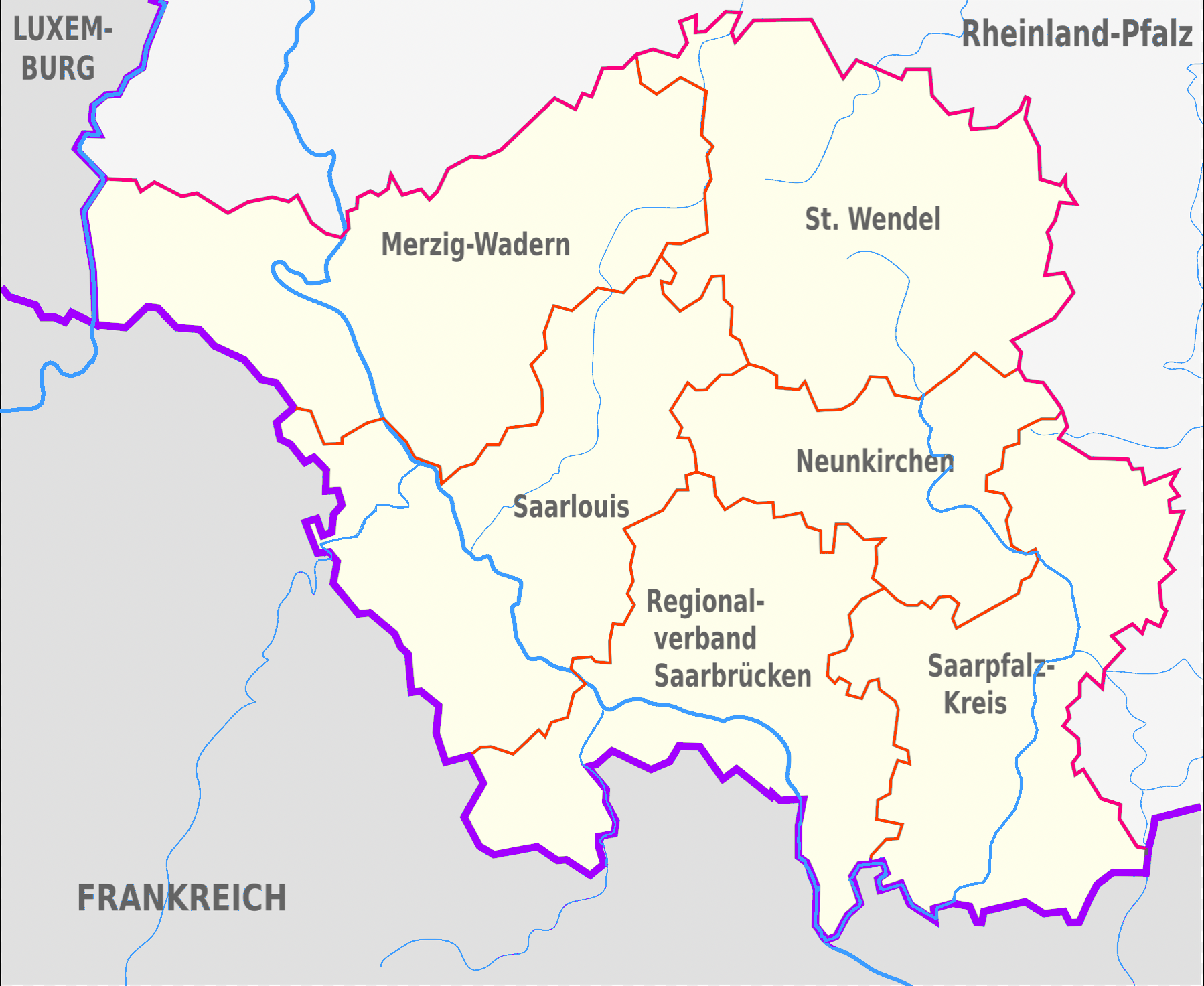
Kreiseinteilung des Saarlandes

– Siehe auch Hallenkirchen in Saarland (44) –
Anzahl: 5
| Ort                                      | Kirche           | Anmerkungen | Fotos | Fotos |
| ---------------------------------------- | ---------------- | --- | ----- | ----- |
| Altenkessel, Saarbrücken-West            | St. Elisabeth    | 1920er Jahre |       |       |
| Homburg                                  | Klinikkirche     | neoromanisch |       |       |
| Lauterbach, Völklingen, Regionalverb. SB | St. Paulinus     | „Warndtdom“, außen Neoromanik, innen Neorenaissance, Grenzfall von Pseudobasilika und echter Basilika: in das kassettierte Tonnengewölbe des Mittelschiffs eingebettete ovale Fenster mit Licht aus Gauben |       |       |
| Oberbexbach, Bexbach, Saarpfalz-Kreis    | St. Barbara (CC) | 1933–1934, Heimatschutzstil, durch niedrige Bögen zwischen den Seitenschiffsjochen Anklänge zur Abseitenkirche                                                                                             |       |       |
| Rohrbach, St. Ingbert, Saar-Pfalz-Kreis  | St. Johannes     | neoromanisch |       |       |

## Sachsen

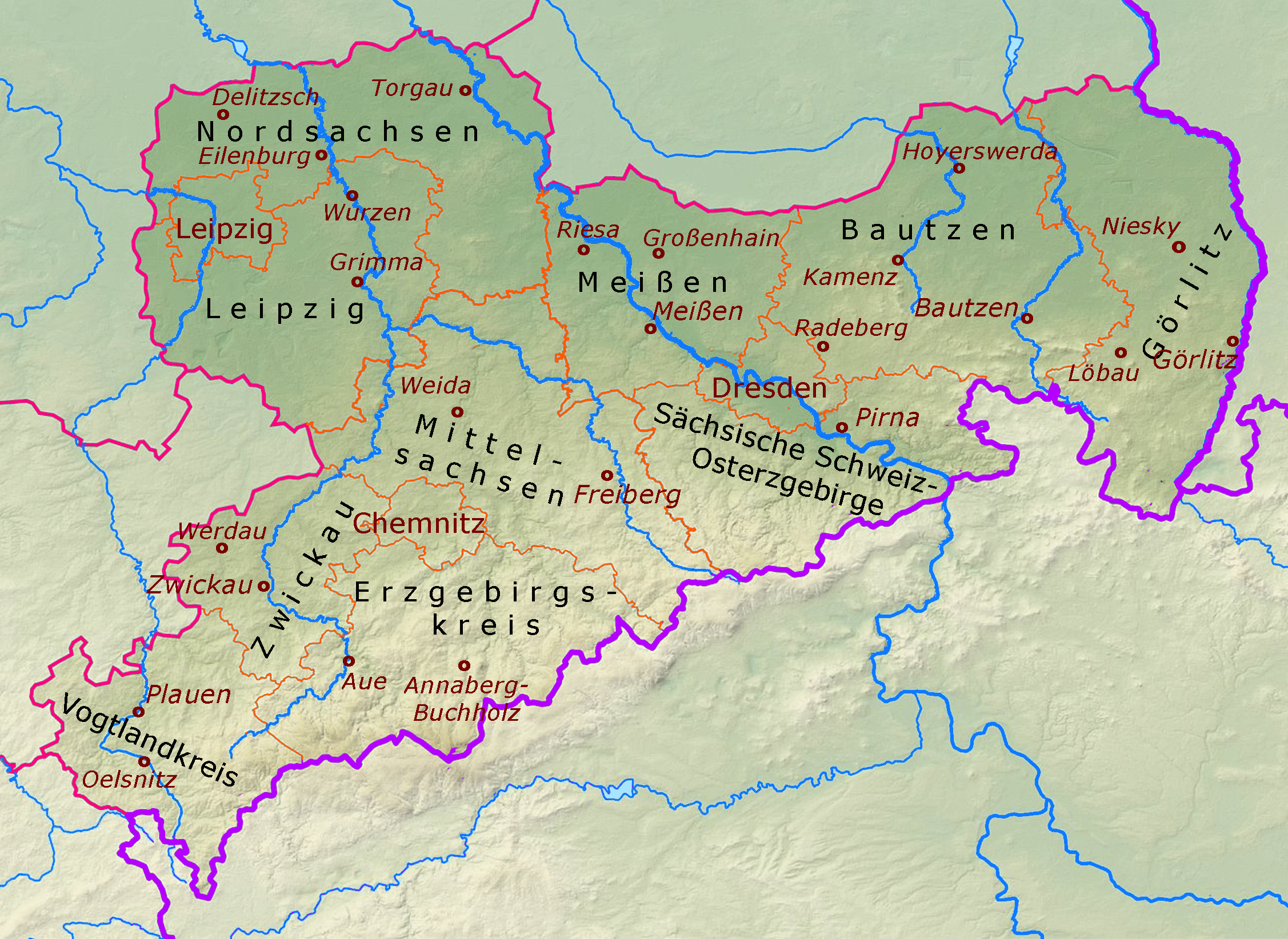
Geografisches Relief und Kreiseinteilung des Bundeslandes Sachsen

– Siehe auch Hallenkirchen in Sachsen (241) –
Anzahl: 16, davon 3 Grenzfälle und 4 in Teilen Pseudobasilika, in Teilen Hallenkirche
| Ort                                 | Kirche                          | Anmerkungen | Fotos | Fotos                                                |
| ----------------------------------- | ------------------------------- | --- | ----- | ---------------------------------------------------- |
| Adorf, Neukirchen, Erzgebirgskreis  | Ev. Kirche (CC)                 | Jugendstil |       | Innenfoto siehe Pfarrseite                           |
| Bad Brambach, Vogtlandkreis         | St. Michael (CC)                | 1844–1846, neuromanisch, Emporenhalle, 2 Emporenetagen, Mittelschiff Tonnengewölbe, Seitenschiffe flachgedeckt, mit Brüstungen verbundene durchgehend vorstehende zum Mittelschiff hin polygonale Pfeiler, Kopfbügen nur an der Decke, Grenzfall zur Hallenkirche i. e. S. |       |                                                      |
| Collm, Wermsdorf, Nordsachsen       | Ev. Dorfkirche                  | Kern romanisch, 1864 massiv umgestaltet, Mittelschiff gedrücktes Tonnengewölbe, Emporenhalle mit einem Emporengeschoss an der Grenze zur Stufenhalle/Pseudobasilika |       |                                                      |
| Etzdorf, Striegistal, Mittelsachsen | St. Marien (CC)                 | 1865, Wandöffnungen, Chor u. Orgel neugotisch, dreischiffige Emporenhalle klassizistisch, Mittelschiff Längstonne auf hohem Architravband (Grenzfall Pseudobasilika), Seitenschiffe flachdeckig, eingeschossige Emporen                                                    |       |                                                      |
| Glauchau, Lkr. Zwickau              | Lutherkirche                    | 1908/1909, gemäßigt expressionistisch, ein Seitenschiff mit Emporen, Mittelschiffsdecke dreiflächig (flach über 45°-Schrägen) |       | Video mit sehr wenig Architektur                     |
| Görlitz                             | St. Peter und Paul              | fünfschiffig, mittlere drei Schiffe gleich hoch als Halle, äußere Seitenschiffe niedriger unter abgesetzten Schleppdächern |       |                                                      |
| Hartenstein, Lkr. Zwickau           | Ev. Kirche (CC)                 | 1869–1870, neugotisch, Emporenhalle mit flachen Decken und hölzernen Stützen, Mittelschiff gut 2 m höher als Seitenschiffe |       |                                                      |
| Kittlitz, Löbau, Lkr. Görlitz       | Trinitatiskirche                | 1749–1766, barocke Emporenkirche, Tonnengewölbe des Mittelschiffs vollständig oberhalb der Kreuzgratgewölbe über den Seitenschiffen |       |                                                      |
| Kohren-Sahlis, Lkr. Leipzig         | St. Gangolf                     | Grundriss 13. Jh. roman.-got. Übergang, 2. H. 15. Jh. Entfernung der Obergaden und Einwölbung, Grenzfall zur Hallenkirche |       |                                                      |
| Mildenau, Erzgebirgskreis           | Evangelische K.                 | 1839, klassizistische Emporenhalle |       |                                                      |
| Mittweida, Mittelsachsen            | Stadtkirche Unser lieben Frauen | dreischiffig, Nordseite Pseudobasilika (vor 1450), Südseite Hallenkirche (nach 1467, bis 1469) |       |                                                      |
| Lorenzkirch, Zeithain, Lkr. Meißen  | St. Laurentius                  | tonnengewölbtes Mittelschiff, flachgedeckte Seitenschiffe, eine Emporenetage, Grenzfall Hallenkirche/Pseudobasilika |       |                                                      |
| Storcha, Göda, Lkr. Bautzen         | Herz-Jesu (CC)                  | 1882–1887, neugotisch |       |                                                      |
| Wurzen, Lkr. Leipzig                | Stiftskirche („Dom“) St, Marien | 1114 geweiht, zunächst Pfeilerbasilika, Hallenkirche seit Erhöhung des Südseitenschiffs bei Einwölbung im 14. Jh., Nordseite Pseudobasilika mit Empore |       |                                                      |
| Schkeuditz, Nordsachsen             | St. Albani                      | Gotisch, innen 1855 klassizistisch umgestaltet, Emporenhalle mit zweigeschossigen Emporen, Mittelschiff pseudobasilikal hohe Muldendecke |       | Innenfoto siehe Pfarrseite                           |
| Zittau, Lkr. Görlitz                | Frauenkirche                    | gotisch, zweijochiger Rest einer Basilika, heute eine Seite Halle, eine Seite pseudobasilikal |       | Grundriss D-SN-I S. 871; keine geeigneten Innenfotos |

## Sachsen-Anhalt
– Siehe auch Hallenkirchen in Sachsen-Anhalt (47) –
| Ort                    | Kirche       | Anmerkungen | Fotos | Fotos                  |
| ---------------------- | ------------ | --- | ----- | ---------------------- |
| Magdeburg              | St. Nicolai  | 1821–1842 von Friedrich Schinkel, klassizistische Emporenhalle, Gliederung durch Kolonnaden, Mittelschiffstonne über Architraven, flache Seitenschiffstonnen in Höhe dieser Architrave, Pseudobasilika oder auch Hallenkirche |       |                        |
| Petersberg, Saalekreis | Stiftskirche | Kirche ab kurz nach 1124, Langhaus flachdeckige Basilika, Chorpartie 1174–1184, gewölbt und pseudobasilikal, dort vorgesehene Chorflankentürme nicht ausgeführt.                                                              |       |                        |
| Stolberg, Gem. Südharz | St. Martini  | 13. Jh. Basilika, spätgot. einschiffiger Chor 1487 (d), Pseudobasilika 1496 (d) |       | Innenfoto siehe Presse |

## Schleswig-Holstein und Hamburg

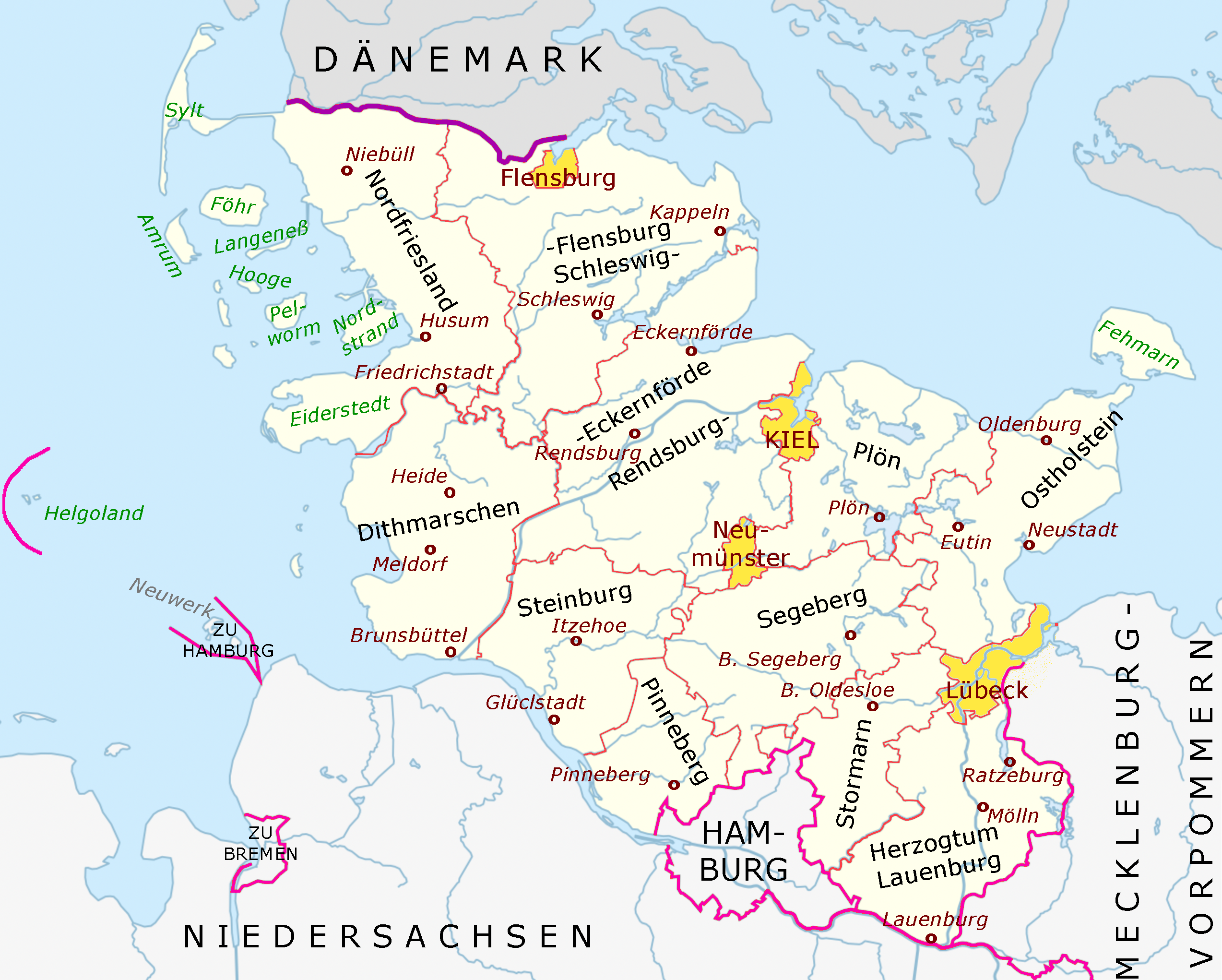
Kreiseinteilung Schleswig-Holsteins

### Schleswig-Holstein
– Siehe auch Hallenkirchen in Schleswig-Holstein (23) –
Anzahl: 11, davon 3 Grenzfälle zur Hallenkirche
| Ort                          | Kirche                        | Anmerkungen | Fotos | Fotos                 |
| ---------------------------- | ----------------------------- | --- | ----- | --------------------- |
| Eckernförde                  |                               | 15./Anfang 16. Jh., Mittelschiff 1762 erhöht mit stuckierter Spiegeldecke |       |                       |
| Flensburg                    | Nikolaikirche D-SH S. 279 ff. | 1390–1480 |       |                       |
| Flensburg                    | Heiliggeist                   | 1386 als Hospitalkirche errichtet, zweischiffig, Grenzfall zur Pseudobasilika, seit 1588 dän. Gemeinde |       |                       |
| Itzehoe, Kreis Steinburg     | St. Laurentii                 | vorherige zweischiff. Hallenkirche 1657 ausgebrannt, heutige hölzern gegliederte Emporenhalle 1716–1718, spätere Veränderungen der Ostempore                                                                      |       |                       |
| Krempe, Kreis Steinburg      | St. Peter                     | dreischiffige Emporenhalle mit tonnengewölbtem Mittelschiff, Flachdecken der Seitenschiffe auf Basishöhe der Mittelschiffstonne, Emporenarkaden 2004 verglast und in teilw. mehrjochige Funktionsräume unterteilt |       |                       |
| Mölln                        | St. Nikolai                   | Nordseite Basilika, Südseite Pseudobasilika |       |                       |
| Mürwik, Stadt Flensburg      | Christuskirche                | 1957/1958 Hauptschiff und niedriges Nordseitenschiff |       | Innenfoto bei Fothema |
| Neustadt (Holstein)          | Stadtkirche                   | nach 1244 begonnen |       |                       |
| Bad Oldesloe, Kreis Stormarn | Peter-Paul-K.                 | 1757–1763, Seitenschiffe mit Emporen in zwei Etagen, Mittelschiff mit Spitztonne |       |                       |
| Preetz                       | Klosterkirche (CC)            | Arkaden unterhalb der Kämpfer der Mittelschiffsgewölbe, Scheitel der domikalen Seitenschiffsgewölbe aber nicht |       |                       |
| Trittau, Stormarn            |                               | Kern mittelalterliche Kapelle, 1880 neugotische Erweiterung, hölzerne Einteilung in Seitenschiffe mit Emporen und Mittelschiff mit Hochschiffswänden; gedrückte Längstonne                                        |       |                       |

### Hamburg
– Siehe auch Hallenkirchen in Hamburg (10) –
Anzahl: 3, davon 1 teils Hallenkirche, teils Pseudobasilika und 1 Grenzfall
| Stadtteil               | Kirche           | Anmerkungen | Fotos | Fotos |
| ----------------------- | ---------------- | --- | ----- | ----- |
| Altstadt                | St. Jacobi       | dreischiffige Hallenkirche ab 1340, Verlängerung ab 1380, pseudobasilikal angehängtes äußeres Südseitenschiff 1493–1503, im inneren Seitenschiff Blendtriforium über der Arkade |       |       |
| Altstadt                | Sankt Katharinen | Mitte 14. Jh. bis nach 1450 |       |       |
| Ottensen, Bezirk Altona | St. Marien (CC)  | 1891, neuromanisch, flache Decken, Grenzfall zur Stufenhalle |       |       |

## Thüringen

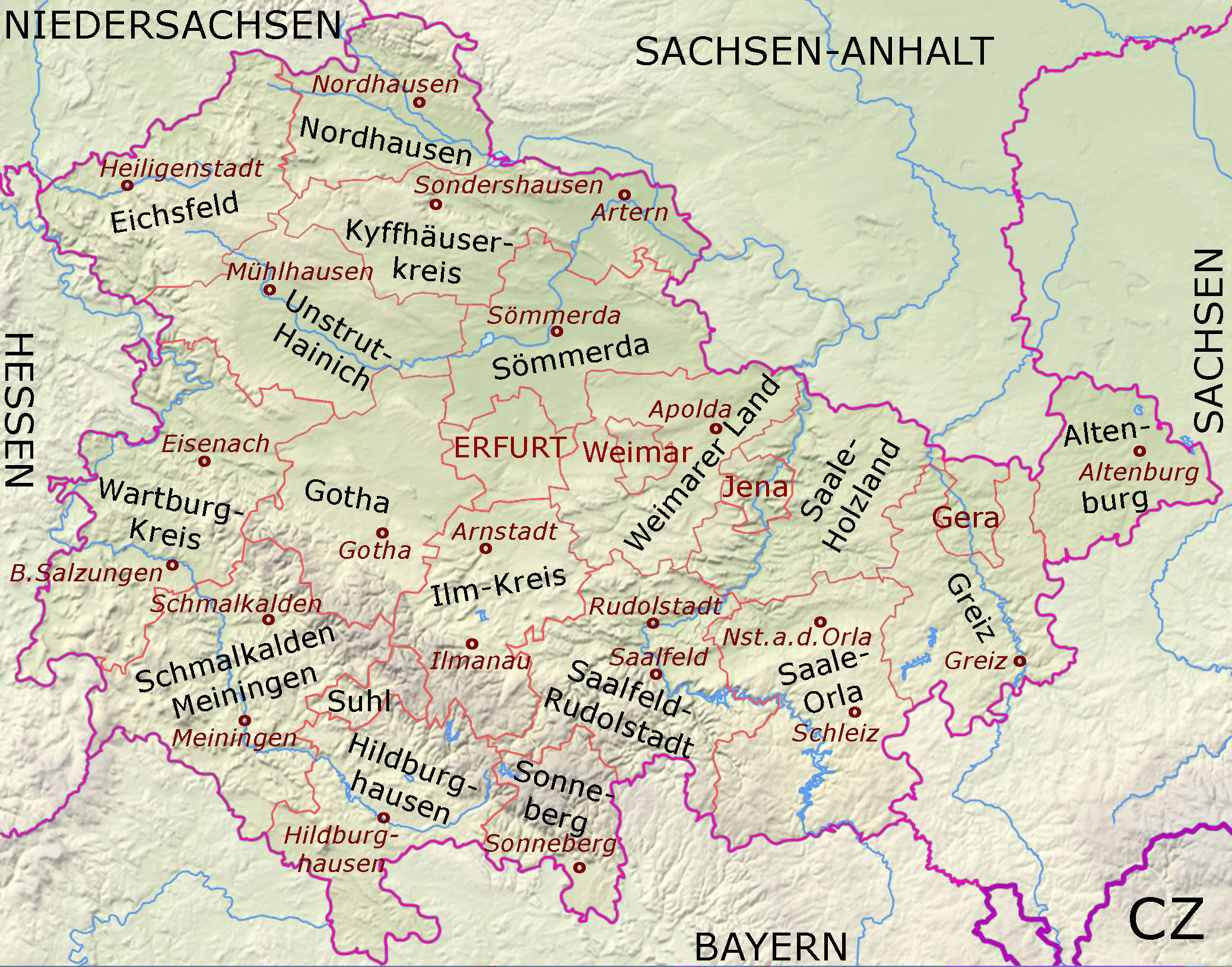
Kreiseinteilung Thüringens

– Siehe auch Hallenkirchen in Thüringen (bisher 200 erfasst) –
Bisher 40 erfasst, davon 20 Grenzfälle zur Hallenkirche im engeren Sinn.
| Ort                                                 | Kirche                  | Anmerkungen | Fotos | Fotos                                    |
| --------------------------------------------------- | ----------------------- | --- | ----- | ---------------------------------------- |
| Altenbergen, Georgenthal, Landkreis Gotha           | St. Immanuel (CC)       | |       |                                          |
| Aschara, Bad Langensalza, Unstrut-Hainich           | St. Peter               | 1749/1750, Emporenhalle mit Holzstützen, Mittelschiff mit stark abgesetzter Muldendecke, flachgedeckte Seitenschiffe mit 2 Emporengeschossen                                                                               |       | Innenfotos der EKM u. Orgelschätze s. u. |
| Bad Berka, Weimarer Land                            | Stadtkirche St. Marien  | protestantische Predigtkirche mit zwei Emporengeschossen, Südseite Basilika, Nordseite Pseudobasilika |       |                                          |
| Beutnitz, Golmsdorf, Saale-Holzland                 | St. Trinitatis          | Emporenhalle, Emporen dreiseitig in zwei Etagen, Seitenschiffe flachgedeckt, Mittelschiff Spitztonne, Grenzfall zur Hallenkirche/Pseudobasilika                                                                            |       |                                          |
| Bischofferode, Am Ohmberg, Lkr. Eichsfeld           | St. Marien              | 1932, Expressionismus und Neugotik, außen Neuromanik |       |                                          |
| Dingelstädt, Lkr. Eichsfeld                         | St. Gertrud             | neugotisch, Grenzfall Hallenkirche/Pseudobasilika |       |                                          |
| Eberstedt, bei Bad Sulza, Weimarer Land             | St. Margarete           | Emporenhalle mit zwei Emporengeschossen, Grenzfall Hallenkirche/Pseudobasilika, Überhöhung des tonnengewölbten Mittelschiffs durch kräftige Simse betont                                                                   |       |                                          |
| Ecklingerode, Lkr. Eichsfeld                        | Ecklingerode            | 1932 neues Schiff in Nordsüdrichtung, flachgedeckt mit niedrigem Westseitenschiff |       | kein geeignetes Innenfoto                |
| Gernrode, Lkr. Eichsfeld                            | St. Stepha              | 1654–1657 einschiffig mit Holztonne, 1931 Anbau zweier dreijochiger flachgedeckte Seitenschiffe, Grenzfall Pseudobasilika/Hallenkirche                                                                                     |       |                                          |
| Golmsdorf, VG Dornburg-Camburg, Saale-Holzland      | St. Barbara             | holzsichtige Emporenanlage, zwei Emporengeschosse, über den oberen Emporen Arkade, über der Kanzel stattdessen waagerechter Unterzug, Chor im Turm mit Rundbogen und Kreuzgratgewölbe                                      |       | brauchbare Innenfotos b. Stiftung KIBA   |
| Großfahner, VG Fahner Höhe, Landkreis Gotha         | St. Peter und Paul (CC) | |       |                                          |
| Heilbad Heiligenstadt, Lkr. Eichsfeld               |                         | nach 1333 bis 1370, gotische Kreuzrippengewölbe |       |                                          |
| Heldburg, Lkr. Hildburgh.                           | Stadtkirche Liebfrauen  | 1502–1537, Veränderungen 1810–1828, Rippengewölbe, im Mittelschiff Tendenz zu Fächergewölbe |       |                                          |
| Hohenkirchen, Georgenthal, Landkreis Gotha          | St. Gangolf (CC)        | 1739 auf gotischen Fundamenten |       |                                          |
| Kleinbrembach, Buttstädt, Lkr. Nordhausen           | Bonifatius              | 1715–1719, Mittelschiff mit Muldendecke, Seitenschiffe mit Halbtonnen und zwei Emporengeschossen, Grenzfall zur Hallenkirche i. e. S.                                                                                      |       | Innenfoto siehe Pfarrseite               |
| Küllstedt, Lkr. Eichsfeld                           | St. Georg und Juliana   | 1930/31, Heimatschutzstil mit etwas Expressionismus, Mittelschiff unter Längstonne, flachgedeckte Seitenschiffe durch Gurtbögen gegliedert                                                                                 |       |                                          |
| Leina, Georgenthal, Landkreis Gotha                 | St. Nicolaus            | 1739 |       |                                          |
| Lengfeld, Vwg. Feldstein, Lkr. Hildburgh.           | Dorfkirche              | vor 1770. Emporenkirche, Mittelschiffstonne, flach gedeckte Seitenschiffe, dreiseitige Emporen in zwei Etagen |       |                                          |
| Marisfeld, Vwg. Feldstein, Lkr. Hildburgh.          | St. Mauritius           | Chorturm 1497, Schiff 1711, Grenzfall von Pseudobasilika und Emporensaal: Deckengliederung in tonnengewölbtes Mittelschiff und flachgedeckte Seitenschiffe, aber raumgliedernde Stützen nur an den Enden der Emporen       |       |                                          |
| Mechterstädt, Gde. Hörsel, Landkreis Gotha          | St. Marien              | 1716–1717 |       |                                          |
| Mühlberg, Drei Gleichen, Landkreis Gotha            | St. Lukas               | Gemäuer um 1300, barocker Innenausbau zur Pseudobasilika 1696/1697, hohe Mittelschiffstonne, flachgedeckte Seitenschiffe mit zweigeschossigen Emporen                                                                      |       |                                          |
| Nauendorf, Kranichfeld, Weimarer Land               | St. Burkhard            | 1829, zwischen Klassizismus und Neuromanik, Emporenhalle, zwei Emporengeschosse, Mittelschiff Tonnengewölbe von mind. 2 m Höhe, Seitenschiffe flachgedeckt                                                                 |       | bessere Fotos siehe Pfarrseite           |
| Neumark, Weimarer Land                              | St. Johannis            | 1688–1691, dreischiffige Emporenhalle, ein Emporengeschoss, Mittelschiffstonne mind. 2 m höher als Flachdecken der Seitenschiffe                                                                                           |       |                                          |
| Neustedt, Bad Sulza, Weimarer Land                  | (CC)                    | geringe Gesamtbreite, hölzerne Einteilung als Emporenhalle, deren Mittelschiff oben kastenförmig mit Hochschiffswänden und Flachdecke, beides aus sichtbaren Brettern                                                      |       |                                          |
| Oberndorf, Apolda, Weimarer Land                    | St. Anna                | mittelalterlicher Chorturm, barocke Emporenhalle, zwei Emporengeschosse, Mittelschiff verputztes Tonnengewölbe mit seitlich aufgemalten Arkaden, Seitenschiffsdecken und Emporenunterseiten flach mit aufgemalter Täfelung |       |                                          |
| Petriroda, Georgenthal, Landkreis Gotha             | St. Salvator (CC)       | |       |                                          |
| Reurieth, Vwg. Feldstein, Lkr. Hildburgh.           | Dorfkirche              | Emporenkirche, Decken 1596: Tonnengewölbe des Mittelschiffs und Flachdecken der Seitenschiffe schlicht, Grenzfall zur Staffelhalle                                                                                         |       | Innenfoto siehe EKMD: Orgeln             |
| Schönau vor dem Walde, Georgenthal, Landkreis Gotha | St. Georg (CC)          | |       |                                          |
| Schwabhausen, Drei Gleichen, Landkreis Gotha        | St. Trinitatis (CC)     | |       | Innenfotos der Gemeindeseite             |
| Sondershausen, Kyffhäuserkreis                      | Trinitatiskirche        | 1620 und 18. Jh., Schiff Renaissance, Chor Nachgotik, Arkaden aus Holz, Mittelschiff Tonnengewölbe, Seitenschiffe Pultdecken, Grenzfall Hallenkirche/Pseudobasilika                                                        |       |                                          |
| Sundhausen, Stadt Gotha                             |                         | |       |                                          |
| Tannroda, Bad Berka, Weimarer Land                  | St. Michael             | Tonnengewölbe des Mittelschiffs mit Gauben in jedem zweiten Joch, Seitenschiffe und Westende zwei Emporengeschosse, hölzerne Achteckpfeiler mit roman. Kapitellen unter Emporen u. an der Decke                            |       | Innenfotos aller Seiten bei EKMD         |
| Bad Tennstedt, Unstrut-Hainich                      | St. Trinitatis          | 1652–1659 vereinfachter Wiederaufbau nach Brand, Spitzbogenarkaden, blinde Obergaden, flache Decken |       |                                          |
| Themar, VG Feldstein, Lkr. Hildburgh.               | St. Bartholomäus        | 1484–1502 spätgotisch, Chor steinernes Netzgewölbe, Schiff holzgedeckte Emporenhalle oder -Pseudobasilika, Mittelschiff Tonnenegwölbe, Seitenschiffe flachgedeckt, zwei Emporenetagen                                      |       |                                          |
| Urbach, Lkr. Nordhausen                             | St. Johannis            | 1851, klassizistischer Kirchenraum an älterem Turm, tonnengewölbtes Mittelschiff, Seitenschiffe flachgedeckt mit 1 Emporengeschoss, Säulen mit einfachen Kapitellen unter den Emporen u. an der Decke                      |       | Innenfoto bei KIBA                       |
| Wangenheim, Nessetal, Landkreis Gotha               | St. Trinitatis          | 1687–1690 mit Resten der Vorgängerin von 1488 |       |                                          |
| Wiegleben, Bad Langensalza, Unstrut-Hainich         | St. Peter und Paul      | 1682, außen in gotischen Formen, hölzerne Einteilung in Mittelschiff mit Hochschiffswänden u. Segmenttonne, sowie schmale Seitenschiffe, das nördliche mit Empore                                                          |       |                                          |
| Wickerstedt, Bad Sulza, Weimarer Land               | St. Vitus               | barocke Emporenhalle, zwei Emporengeschosse, stuckierte Mittelschiffstonne auf kräftigen Simsen, vier Gauben in der Wölbung                                                                                                |       |                                          |
| Zimmernsupra, VG Nesseaue, Landkreis Gotha          | St. Jacobus             | 1725 (nach 13. Jh. und 1494), Seitenschiffe oberhalb der zweigeschossigen Emporen durch Gauben belichtet |       |                                          |
| Zottelstedt, Apolda, Weimarer Land                  | St. Vitus               | Emporenhalle, zwei Emporengeschosse, Mittelschiffsgewölbe in Annäherung an Kastenform, Seitenschiffe unter flachen Halbtonnen, Chordecke in Höhe des oberen Emporenbodens                                                  |       |                                          |

## Belege
1. ↑  Wilfried Koch: Baustilkunde. 33. Auflage. 2016, ISBN 978-3-7913-4997-8, S. 477, Stichwort 601.
2. ↑  Rumabel Kirchengaleris: Maria Bickesheim
3. ↑  https://www.oberschwaben-tipps.de/kirche-st-georg-in-koenigseggwald/
4. ↑  https://krauter-teichmann.de/project/ev-katharinenkirche-reutlingen/
5. ↑  https://pv-prutting-vogtareuth.de
6. ↑  Rumabel: Pfarrkirche St. Andreas, Baierbach, Fotos außen und innen
7. ↑  https://www.bodenkirchen.de/wp-content/uploads/dokumente/geschichte/Pfarrkirche_Mari_Himmelfahrt_bis.pdf
8. ↑  http://www.pfarrei-marklkofen.de/Pfarrei-Marklkofen/Chronik-Marklkofen/
9. ↑  https://www.myheimat.de/bad-staffelstein/c-kultur/barockausstattung-der-spaetgotischen-kirche_pic7357722_a931777#gallery=default&pid=7357725
10. ↑  http://www.pfarrei-rechtenbach.de/bilder_webseite/nacht%20der%20offenen%20kirchen%202018/mitte.htm
11. ↑  https://www.katholische-kirche-huenfeld.de/huenfeld/images/st_jakobus/bilder-kirche/Jakobuskirche-0034.JPG
12. ↑  Kuppenrhön, 3. und 4. Foto: Mansbach
13. ↑  https://www.kirchengemeinde-usseln.de/unsere-kirchen/kilianskirche-usseln/architektur/
14. ↑  https://evangelisch-loehnberg.ekhn.de/startseite/wer-wir-sind/unsere-kirchen/ev-kirche-drommershausen.html
15. ↑  https://bistummainz.de/pfarreienverbund/am-limes/aktuell/nachrichten/nachricht/70.-Weihejubilaeum-von-Christkoenig-Linden-am-27.10.2024/?instancedate=1726725600000
16. ↑  Frankfurter Neue Presse: Innenfoto der Georgiokirche in Frankfurt
17. ↑  https://kirchbau.de/bildorig/h/hattersheim_martinus_innen632x474_andreas_werner.jpg
18. ↑  https://www.kirche-hochstadt.de/gemeinde/historie/bildergalerie
19. ↑   https://museen.de/kulturzentrum-englische-kirche-bad-homburg.html
20. ↑  https://kleestadt-richen-evangelisch.de/orte/kirche-kleestadt/
21. ↑  https://unser-kirchenfenster.de/unsere-gemeinde/lindheim/
22. ↑  https://bistummainz.de/export/sites/bistum/pfarrei/offenbach-st-elisabeth/.galleries/images/ST_ELISABETH4.png_836355879.png
23. ↑  https://www.staedte-fotos.de/1024/lingen-mittelschiff-kath-st-bonifatius-30048.jpg
24. ↑  http://www.glockenklaenge.de/orte/d/bonn_graurheindorf.html
25. ↑  Forschungsstelle Glasmalerei des 20. Jh.: Titz-Kalrath, Kath. Kirche St. Mariä Himmelfahrt
26. ↑  Die Kunstdenkmäler des Kreises Jülich: S. 192–194, Mündt (Web Archive)
27. ↑  Forschungsstelle Glasmalerei des 20. Jh.: Titz-Mündt, Kath. Kirche St. Urban
28. ↑  https://koelschgaenger.net/unser-niehler-doemchen/
29. ↑  Förderverein romanische Kirchen in Köln: Alt St. Katharina in Niehl
30. ↑  Katholische Kirche Rheinbach: Geschichte der Kirche St. Ägidius Oberdrees
31. ↑  https://www.verein-zehnthaus.de/folge-45-die-neue-katholische-kirche-in-odendorf
32. ↑  Forschungsstelle Glasmalerei des 20. Jh.: Swisttal-Odendorf, Kath. Kirche St. Petrus und Paulus
33. ↑  Forschungsstelle Glasmalerei des 20. Jh.: Hennef-Rott, Kath. Kirche St. Mariä Heimsuchung
34. ↑  https://www.viersen.de/de/denkmal/katholische-pfarrkirche-st.-peter-boisheim/
35. ↑  https://www.katholisch-in-rheinberg.de/kirchen-einrichtungen/kirchen-kapellen/st-evermarus-kirche-in-borth/
36. ↑  Geschichtspfad Brünen: Brüner Dorfkirche
37. ↑  Kuladig: Evangelische Kirche in Gahlen,
https://www.wir-sind-schermbeck.de/tourismus/sehenswertes/242-gahlener-dorfkirche
38. ↑  https://adtiliam.blogspot.com/2022/01/rheinhausen-hochemmerich-alt-st-peter.html
39. ↑  Rheinhausen-Hochemmerich Christuskirche (vor-reformatorisch St. Peter)
40. ↑  Geschichte unserer drei Kirchen in Holten und Sterkrade
41. ↑  https://st-willibrord-kleve.de/keeken/st-maria-himmelfahrt-kirche/
42. ↑  https://www.antonius-kevelaer.de/kirchen/st-antonius-kirche-kervenheim
43. ↑  https://www.orgelsammlung.de/orgeln/l/loikum-st-antonius/
44. ↑  https://www.stadt-rees.de/tourismus-freizeit/sehenswuerdigkeiten/kirchen-in-rees/millingen-kath-kirche/
45. ↑  https://www.unser-neukirchen.de/der-ort/der-ort-in-historischen-bildern/
46. ↑  VerPOTTet (mit Werbung):
https://verpottet.de/wp-content/uploads/2020/02/Kirche-Spellen-2.jpg
47. ↑  Google Streetview: Walbeck, St. Nikolaus von SW
48. ↑  https://www.orgelsite.nl/walbeck-geldern-katholische-pfarrkirche-sankt-nikolaus/
49. ↑  https://www.antonius-kevelaer.de/kirchen/st-petrus-kirche-wetten
50. ↑  Westfälische Geschichte: Karte 1750
51. ↑  Pastoralverbund Salzkotten: Kirchenführungen in der Pfarrkirche St. Laurentius (Thüle)
52. ↑  Kirchen-Galerie: Pfarrkirche St. Peter und Paul, römisch-katholisch, Traben, 56841 Traben-Trarbach
53. ↑  https://institut-aktuelle-kunst.de/kunstlexikon/bexbach-oberbexbach-st-barbara-22326
54. ↑  https://kirche-adorf-erz.blogspot.com
55. ↑  Video: 111 Jahre Lutherkirche Glauchau
56. ↑  https://www.kirche-schkeuditz.de/asset/I5rpKrkfRr240aPMEN4TXQ/smsk6328.jpg
57. ↑  RSD Architekten: Nicolaikirche ((Magdeburg)) – Schinkels bedeutendster Kirchenbau in Sachsen-Anhalt wird umfassend saniert.
58. ↑  https://www.mz.de/mitteldeutschland/landkreis-mansfeld-suedharz/st-martini-kirche-stolberg-4-6-millionen-euro-sollen-in-sanierung-der-kirche-fliessen-1395753
59. ↑  Dehio Hamburg – Schleswig-Holstein zu Flensburg: Ev. Nikolaikirche: … Stufenhalle … Raumgestalt von nahezu basilikalem Querschnitt
60. ↑  http://www.fothema.de/wp-content/uploads/2016/07/DSC_5206-Christuskirche-Mürwik_ji.jpg
61. ↑  https://www.ekmd.de/kirche/kirchenkreise/gotha/nord/graefentonna/aschara/st-petri/#gallery-2
62. ↑  https://www.pfarrei-sankt-michael.de/galerie/35312/geschichte,-bau-und-ausstattung-st.-valentin.html
63. ↑  https://stiftung-kiba.de/kirchen/st-barbara-golmsdor
64. ↑  https://pfarrbereich-grossbrembach.de/kirchen/kleinbrembach-bonifatius-kirche/
65. ↑  https://www.kirchenkreis-weimar.de/kirchenkreis/gemeinden-und-kirchen/kranichfeld/kranichfeld/nauendorf/st-burkhard/#gallery-3
66. ↑  https://www.die-orgeln-im-kirchenkreis-hildburghausen-eisfeld.de/reurieth/
67. ↑  
https://www.kirchenkreis-gotha.de/gemeinden/drei-gleichen/muehlberg/schwabhausen/st-trinitatis/
  - https://www.kirchenkreis-gotha.de/gemeinden/drei-gleichen/muehlberg/schwabhausen/st-trinitatis/#gallery-2
  - https://www.kirchenkreis-gotha.de/gemeinden/drei-gleichen/muehlberg/schwabhausen/st-trinitatis/#gallery-4
68. ↑  https://www.ekmd.de/kirche/kirchenkreise/weimar/bad-berka/bad-berka/tannroda/sankt-michael-kirche/
69. ↑  https://stiftung-kiba.de/kirchen/st-johannis-urbach